# Victoria (Australia)
Victoria es uno de los seis estados que, junto con los dos territorios continentales y los seis insulares, conforman la Mancomunidad de Australia. Su capital y ciudad más poblada es Melbourne —situada al fondo de la bahía Port Phillip. Se ubica al sureste del país, limitando al norte con el río Murray que lo separa de Nueva Gales del Sur, al sur con el estrecho de Bass que lo separa de Tasmania, y al oeste con Australia Meridional. Con 227 416 km² es el segundo estado menos extenso —por delante de Tasmania—, con 5 821 300 habs. en 2014, el segundo más poblado —por detrás de Nueva Gales del Sur— y con 24,5 hab/km², el más densamente poblado.

## Historia
Después de que se fundara la colonia de Nueva Gales del Sur en 1788, el continente australiano fue dividido en dos partes, la oriental pasó a llamarse Nueva Gales del Sur y la occidental Nueva Holanda. Bajo la administración colonial de Sídney, se creó el primer asentamiento en Victoria, Portland. Melbourne se fundó en 1835.
En 1851 se descubrió oro en Ballarat. Con el paso del tiempo se fueron realizando más descubrimientos a lo largo de toda Victoria. Las minas eran tan importantes, que la población y la economía crecieron desmesuradamente. Ese mismo año se concedió la independencia de Nueva Gales del Sur. En 1901, Victoria dejó de ser colonia y se convirtió en estado de Australia. Melbourne fue la capital mientras se construía Canberra.

### Período Precolonial
El estado de Victoria fue el hogar de muchas naciones aborígenes australianas que habían ocupado la tierra durante decenas de miles de años antes de la colonización europea. Según Gary Presland, los aborígenes han vivido en Victoria durante unos 40 000 años, llevando una existencia seminómada dedicada a la pesca, la caza y la recolección, y la cría de anguilas.
En el yacimiento arqueológico de Keilor, un hogar humano excavado en 1971 fue datado por radiocarbono en unos 31 000 años antes del presente, lo que convierte a Keilor en uno de los yacimientos más antiguos de Australia. Un cráneo encontrado en el yacimiento ha sido datado entre 12 000 y 14 700 años antes del presente. 
Los yacimientos arqueológicos de Tasmania y las islas del estrecho de Bass se han datado entre hace 20 000 y 35 000 años, cuando el nivel del mar estaba 130 metros por debajo del nivel actual, lo que permitió a los pueblos originarios desplazarse por la región del sur de Victoria y llegar al puente terrestre de la llanura de Bassian hasta Tasmania hace al menos 35 000 años.
Durante la Edad de Hielo, hace unos 20 000 años, la zona que hoy es la bahía de Port Phillip habría sido tierra firme, y los ríos Yarra y Werribee se habrían unido para fluir a través de las cabeceras y luego hacia el sur y el suroeste a través de la llanura de Bass antes de desembocar en el océano al oeste. Tasmania y las islas del estrecho de Bass se separaron del continente australiano hace unos 12 000 años, cuando el nivel del mar estaba aproximadamente 50 m por debajo de los niveles actuales. Port Phillip se inundó por el aumento del nivel del mar tras la glaciación, hace entre 8000 y 6000 años.
La historia oral y los relatos de la creación de las lenguas wada wurrung, woiwurrung y bun wurrung describen la inundación de la bahía. La bahía de Hobsons fue en su día un coto de caza de canguros. Los relatos de la creación describen cómo Bunjil fue el responsable de la formación de la bahía, o cómo la bahía se inundó cuando se creó el río Yarra.

### Colonización británica
Victoria, al igual que Queensland, recibió su nombre en honor a la reina Victoria, que llevaba 14 años en el trono británico cuando se fundó la colonia en 1851. Tras la fundación de la colonia de Nueva Gales del Sur en 1788, Australia se dividió en una mitad oriental llamada Nueva Gales del Sur y una mitad occidental llamada Nueva Holanda, bajo la administración del gobierno colonial de Sídney.
El primer asentamiento británico en la zona que más tarde se conocería como Victoria se estableció en octubre de 1803 bajo el mando del vicegobernador David Collins en la bahía de Sullivan, en Port Phillip. Estaba formado por 402 personas (cinco funcionarios del gobierno, nueve oficiales de la marina, dos tambores y 39 soldados rasos, cinco esposas de soldados y un niño, 307 convictos, 17 esposas de convictos y siete niños). Habían sido enviados desde Inglaterra en el HMS Calcutta bajo el mando del capitán Daniel Woodriff, principalmente por temor a que los franceses, que habían estado explorando la zona, pudieran establecer su propio asentamiento y, por lo tanto, desafiar los derechos británicos sobre el continente.
En 1826, el coronel Stewart, el capitán Samuel Wright y el teniente Burchell fueron enviados en el HMS Fly (capitán Wetherall) y los bergantines Dragon y Amity, llevando consigo a varios convictos y una pequeña fuerza compuesta por destacamentos de los regimientos 3.º y 93.º. La expedición desembarcó en Settlement Point (ahora Corinella), en la parte oriental de Western Port Bay, que fue el cuartel general hasta el abandono de Western Port por insistencia del gobernador Darling unos 12 meses después.  El siguiente asentamiento de Victoria fue en Portland, en la costa suroeste de lo que hoy es Victoria. Edward Henty se estableció en Portland Bay en 1834.

### El tratado de Batman
Melbourne fue fundada en 1835 por John Batman, quien estableció una base en Indented Head, y John Pascoe Fawkner. Desde su fundación, la región alrededor de Melbourne se conoció como el distrito de Port Phillip, una parte de Nueva Gales del Sur administrada por separado. Poco después, el lugar que hoy se conoce como Geelong fue topografiado por el topógrafo adjunto W. H. Smythe, tres semanas después de Melbourne. Y en 1838, Geelong fue declarada oficialmente ciudad, a pesar de que los primeros asentamientos europeos se remontaban a 1826. El 6 de junio de 1835, poco menos de dos años antes de que Melbourne fuera reconocida oficialmente como asentamiento, John Batman, líder de la Asociación Port Phillip, presentó a los ancianos wurundjeri un acuerdo de uso de la tierra.
Este documento, ahora conocido como el tratado de Batman, fue posteriormente entregado al Gobierno británico para afirmar que los aborígenes locales habían concedido a Batman acceso a sus tierras a cambio de bienes y raciones. El tratado en sí fue declarado nulo, ya que Batman no tenía permiso de la Corona para fundar Melbourne. Hoy en día, el significado y la interpretación de este tratado son objeto de controversia. Algunos sostienen que fue una excusa para apropiarse de las tierras aborígenes a cambio de baratijas, mientras que otros argumentan que fue significativo porque buscaba reconocer los derechos territoriales de los aborígenes. Se desconoce la ubicación exacta de la reunión entre Batman y los hombres Kulin con los que firmó el tratado, aunque se cree que fue junto al arroyo Merri. Según el historiador Meyer Eidelson, se cree que tuvo lugar en el Merri, cerca de la actual estación de Rushall.

### Colonización Británica

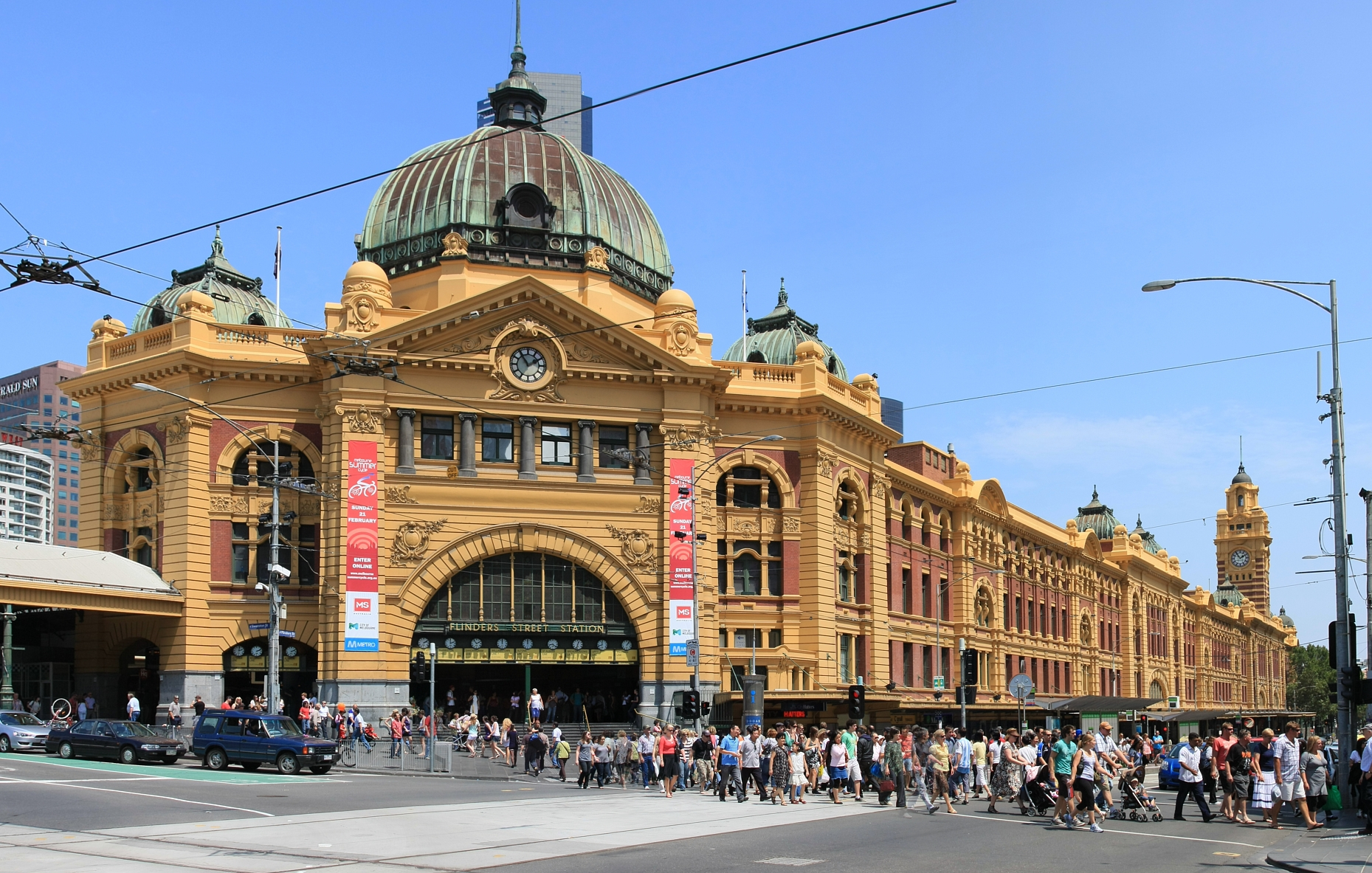
Estación de tren de la calle Flinders abierta en 1854

El 1 de julio de 1851, se emitieron mandatos para la elección del primer Consejo Legislativo de Victoria, y se estableció la independencia absoluta de Victoria respecto de Nueva Gales del Sur, proclamándose la nueva Colonia de Victoria.  Días después, aún en 1851, se descubrió oro cerca de Ballarat y posteriormente en Bendigo. Luego se encontraron yacimientos en muchos otros sitios de Victoria. Esto dio inicio a una de las mayores fiebres del oro que haya presenciado el mundo. La colonia creció rápidamente tanto en población como en poder económico. En solo diez años, la población de Victoria se multiplicó por siete, pasando de 76,000 a 540,000 habitantes. Se batieron todo tipo de récords relacionados con el oro, incluyendo el “yacimiento aluvial superficial más rico del mundo” y la pepita de oro más grande. En la década de 1851 a 1860, Victoria produjo 20 millones de onzas de oro, un tercio de la producción mundial.
En 1855, el Servicio Geológico recolectó y analizó la química iónica mayoritaria del agua subterránea en Victoria. Llegaron inmigrantes de todas partes del mundo en busca de oro, especialmente de Irlanda y China. Para 1857, 26,000 mineros chinos trabajaban en Victoria, y su legado es particularmente fuerte en Bendigo y sus alrededores.

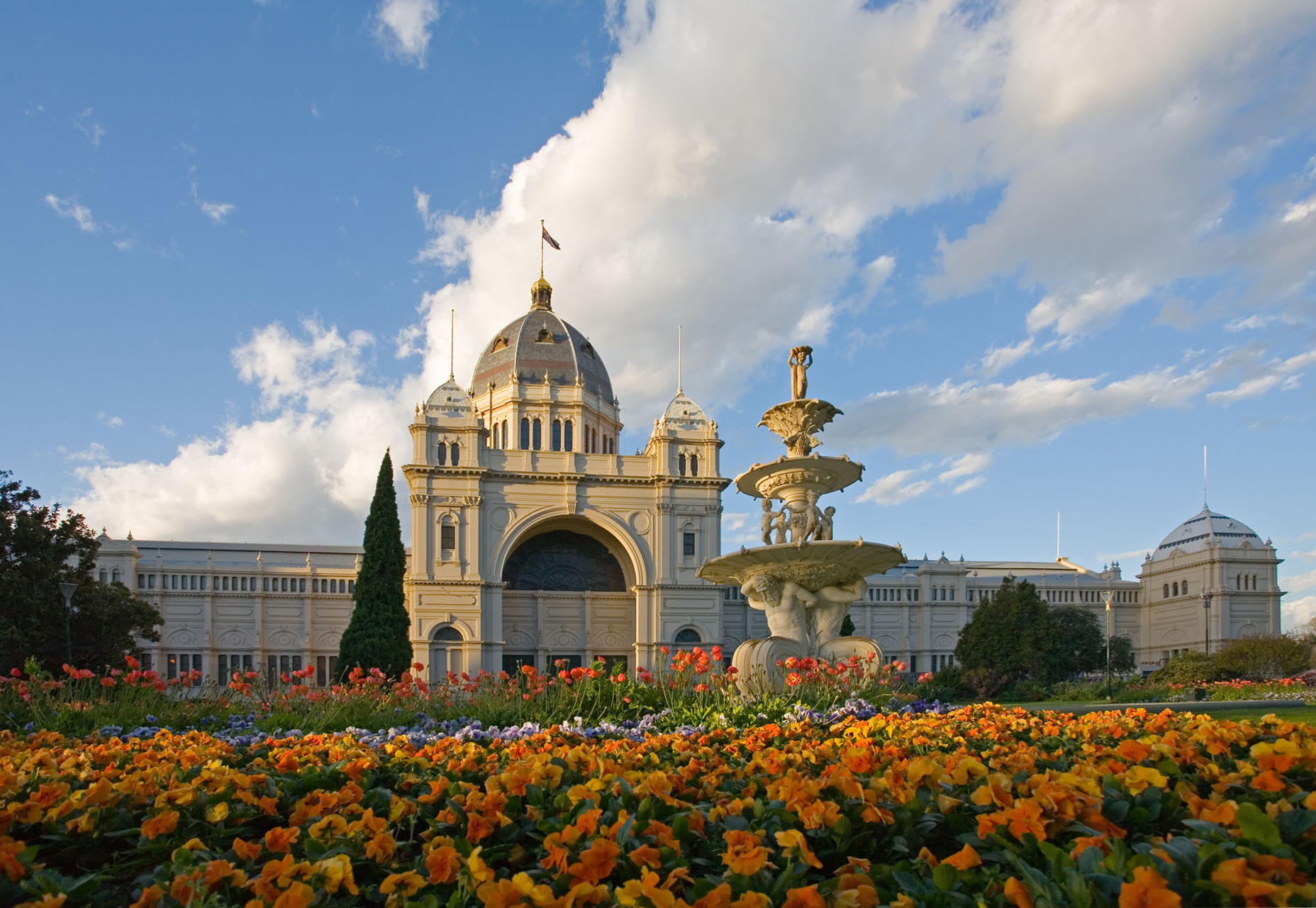
El Edificio de la Exposiciones Reales terminado en 1880

En 1854, en Ballarat, los mineros organizaron una rebelión armada contra el gobierno de Victoria para protestar contra los impuestos mineros (conocida como la “Stockade de Eureka”). Aunque fue aplastada por tropas británicas, la confrontación llevó a las autoridades coloniales a reformar la administración de concesiones mineras, reduciendo las odiadas tarifas de licencias, y a extender el sufragio electoral. Al año siguiente, el Parlamento Imperial otorgó a Victoria un gobierno responsable mediante la aprobación de la Ley de la Colonia de Victoria de 1855. Algunos de los líderes del levantamiento de Eureka se convirtieron en miembros del Parlamento de Victoria.
En 1857, reflejando la creciente presencia de inmigrantes católicos irlandeses, John O'Shanassy se convirtió en el segundo primer ministro de la colonia, con el exmilitante de Young Ireland, Charles Gavan Duffy, como su vice primer ministro. La élite protestante de Melbourne no estaba preparada “para aceptar una novedad tan sorprendente”.  Entre 1858 y 1859, las caricaturas de Melbourne Punch asociaban a Duffy y O'Shanassy con los horrores de la Revolución Francesa.
En 1862, la Ley de Tierras de Duffy intentó, sin éxito, mediante un sistema de licencias pastoriles ampliadas, romper el monopolio de tierras de la llamada clase de “ocupantes ilegales” (squatters). En 1871, tras liderar en nombre de los pequeños agricultores la oposición al impuesto sobre tierras del primer ministro Sir James McCulloch, Duffy llegó brevemente al cargo de primer ministro.

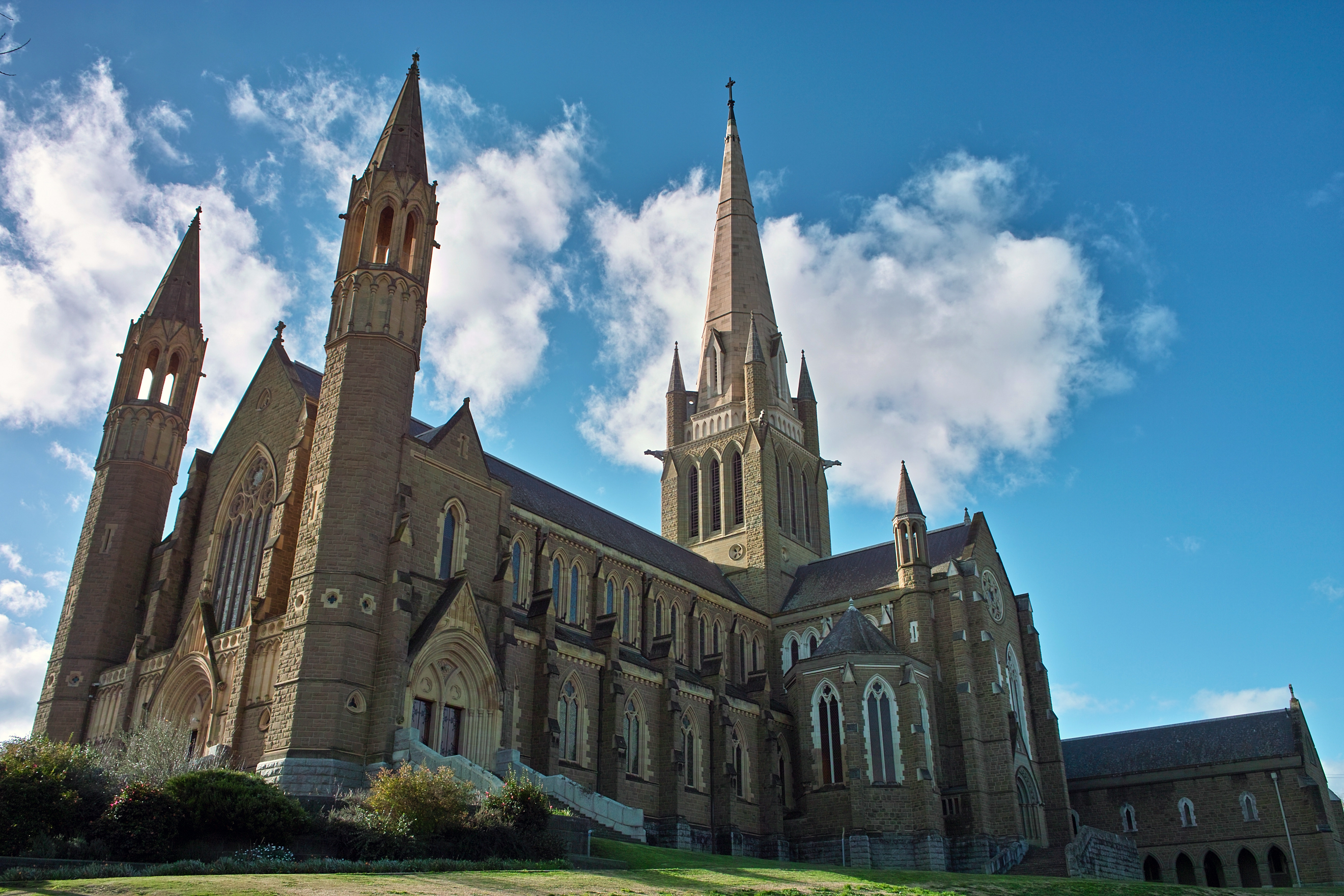
La catedral del Sagrado Corazón en Bendigo abierta en 1901

En 1893, el colapso generalizado de los bancos puso fin a un período prolongado de prosperidad y especulación desenfrenada en terrenos y construcción. Sin embargo, como legado de la fiebre del oro, Melbourne mantuvo su estatus como principal centro financiero de Australia y ciudad más grande.
En 1901, Victoria se convirtió en estado de la Mancomunidad de Australia. Mientras se construía Canberra, Melbourne sirvió como capital federal del país hasta 1927.

## Política y Gobierno
La forma política está recogida en la Constitución de 1855, aunque ha sido enmendada en varias ocasiones. Desde la unión a Australia, las relaciones entre Victoria y los demás estados están reguladas por la Constitución de Australia.
El sistema usado es el de Westminster. Un gobierno parlamentario basado en el modelo del Reino Unido. El poder legislativo radica en el Parlamento de Victoria, que está compuesto por la corona (representada por el gobernador) y por dos cámaras.
Los resultados de las últimas elecciones a la Asamblea Legislativa fueron:

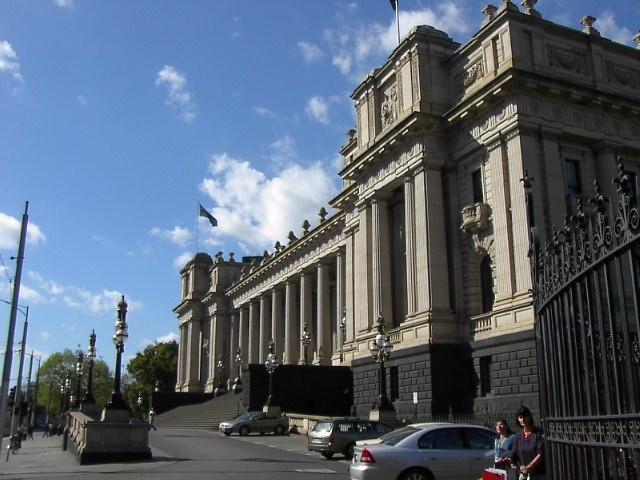
Edificio del Parlamento de Victoria

|  | 36.66 % |

|  | 29.76 % |

|  | 4.73 % |

|  | 34.48 % |

|  | 11.50 % |

|  | 55.00 % |

|  | 45.00 % |

### Poder Legislativo
Victoria tiene un sistema de gobierno parlamentario basado en el sistema de Westminster. El poder legislativo reside en el Parlamento, compuesto por el gobernador (representante del rey), el ejecutivo (el Gobierno) y dos cámaras legislativas. El Parlamento de Victoria está compuesto por la Asamblea Legislativa, que es la cámara baja, el Consejo Legislativo, que es la cámara alta, y el monarca. Los ochenta y ocho miembros de la Asamblea Legislativa son elegidos para un mandato de cuatro años por circunscripciones uninominales.
En noviembre de 2006, las elecciones al Consejo Legislativo de Victoria se celebraron bajo un nuevo sistema de representación proporcional plurinominal. El estado de Victoria se dividió en ocho circunscripciones electorales, cada una de ellas representada por cinco representantes elegidos por voto único transferible. El número total de miembros de la cámara alta se redujo de 44 a 40 y su mandato es ahora el mismo que el de los miembros de la cámara baja: cuatro años. Las elecciones al Parlamento de Victoria son ahora fijas y se celebran en noviembre cada cuatro años. Antes de las elecciones de 2006, el Consejo Legislativo estaba compuesto por 44 miembros elegidos para un mandato de ocho años en 22 circunscripciones de dos miembros.

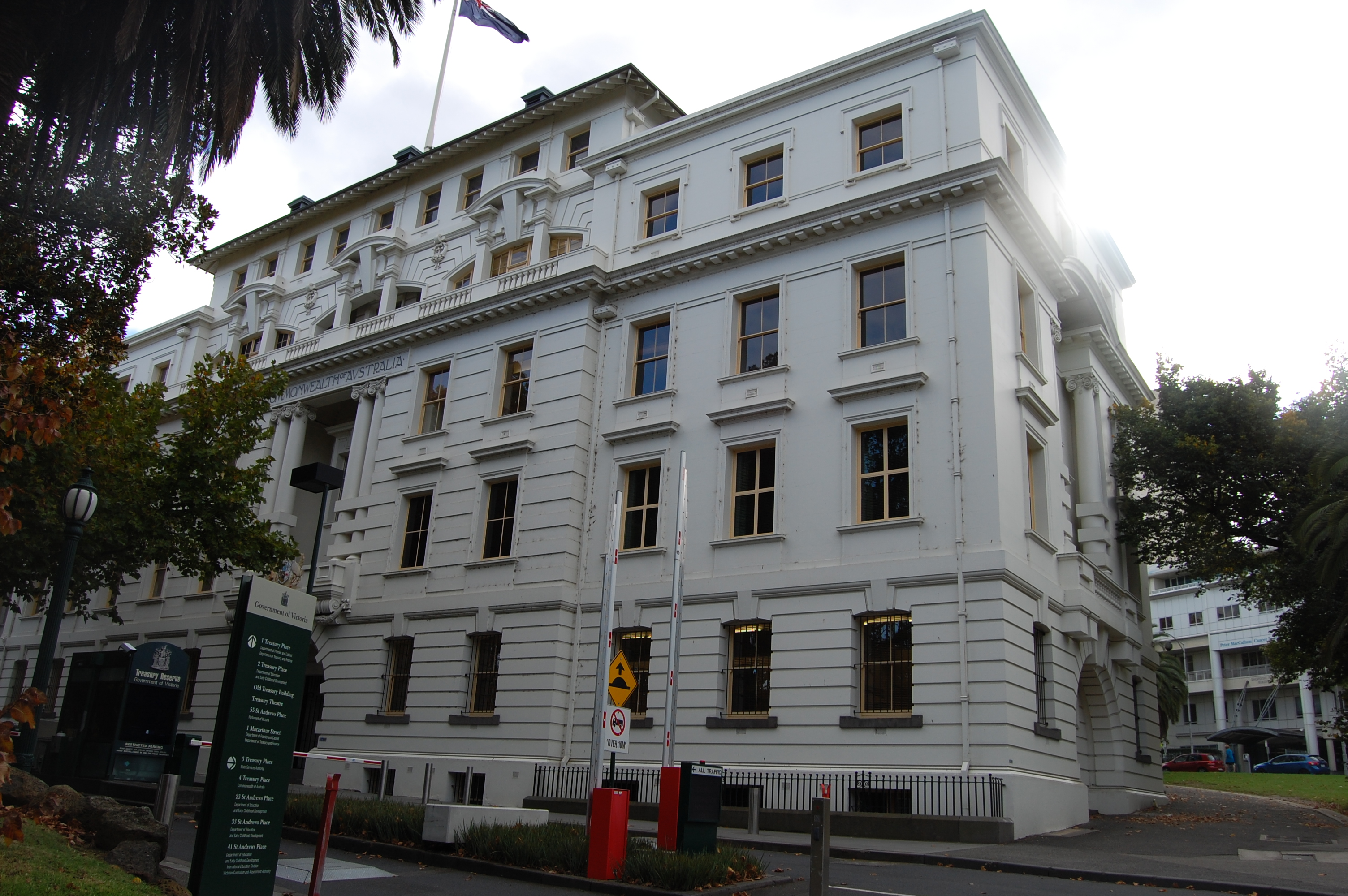
Oficinas de la Mancomunidad en 4 Treasury Place, Melbourne

### Primer ministro y gabinete
El primer ministro de Victoria es el líder del partido político o coalición con más escaños en la Asamblea Legislativa. El primer ministro es la cara visible del gobierno y, junto con el gabinete, establece la agenda legislativa y política. El gabinete está formado por representantes elegidos en cualquiera de las dos cámaras del parlamento. Es responsable de gestionar las áreas del gobierno que no son competencia exclusiva de la Commonwealth, según la Constitución australiana, como la educación, la salud y la aplicación de la ley. La actual primera ministra de Victoria es Jacinta Allan.

### Gobernador
El gobernador de Victoria es el representante del monarca, actualmente el rey Carlos III, en el estado australiano de Victoria.
El gobernador es nombrado por el monarca siguiendo el consejo del primer ministro de Victoria. La función del gobernador es representar al monarca. Esta función incluye principalmente el desempeño de funciones ceremoniales, como la apertura y disolución del Parlamento, el nombramiento del gabinete y la concesión del consentimiento real.

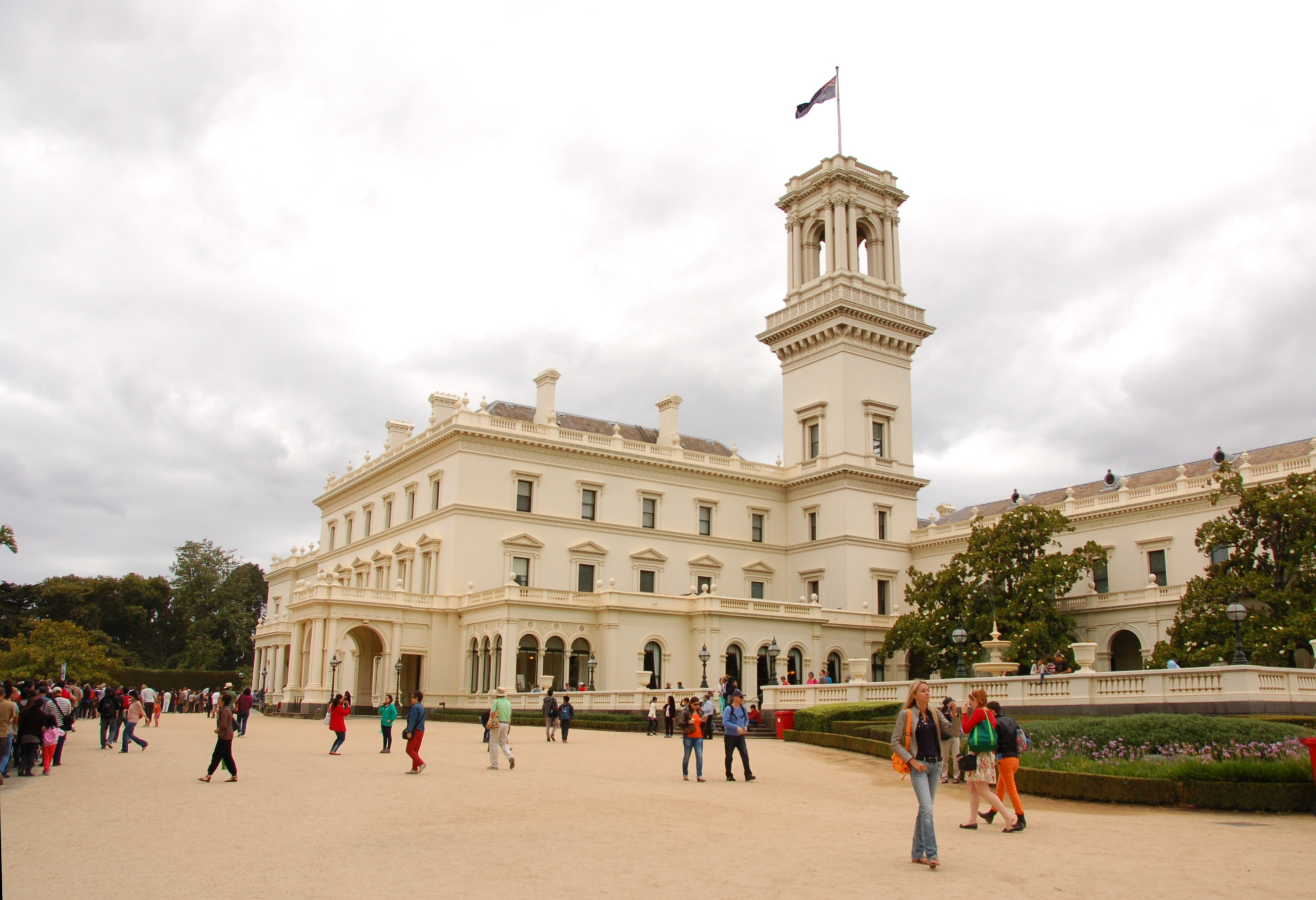
Casa de Gobierno, residencia oficial del Gobernador

La oficina y residencia oficial del gobernador es la Casa de Gobierno, situada junto al Real Jardín Botánico y rodeada por Kings Domain, en Melbourne.
La actual gobernadora de Victoria es Margaret Gardner, que sucedió a Linda Dessau en agosto de 2023.
Desde la aprobación de las Leyes de Australia de 1986, es el gobernador y no el monarca quien ejerce todos los poderes del jefe de Estado, y el gobernador no está sujeto a la dirección ni a la supervisión del monarca, sino que actúa siguiendo el consejo del primer ministro. Tras su nombramiento, el gobernador se convierte nominalmente en virrey. Las principales responsabilidades del gobernador se dividen en tres categorías: constitucionales, ceremoniales y de participación comunitaria.

## Geografía

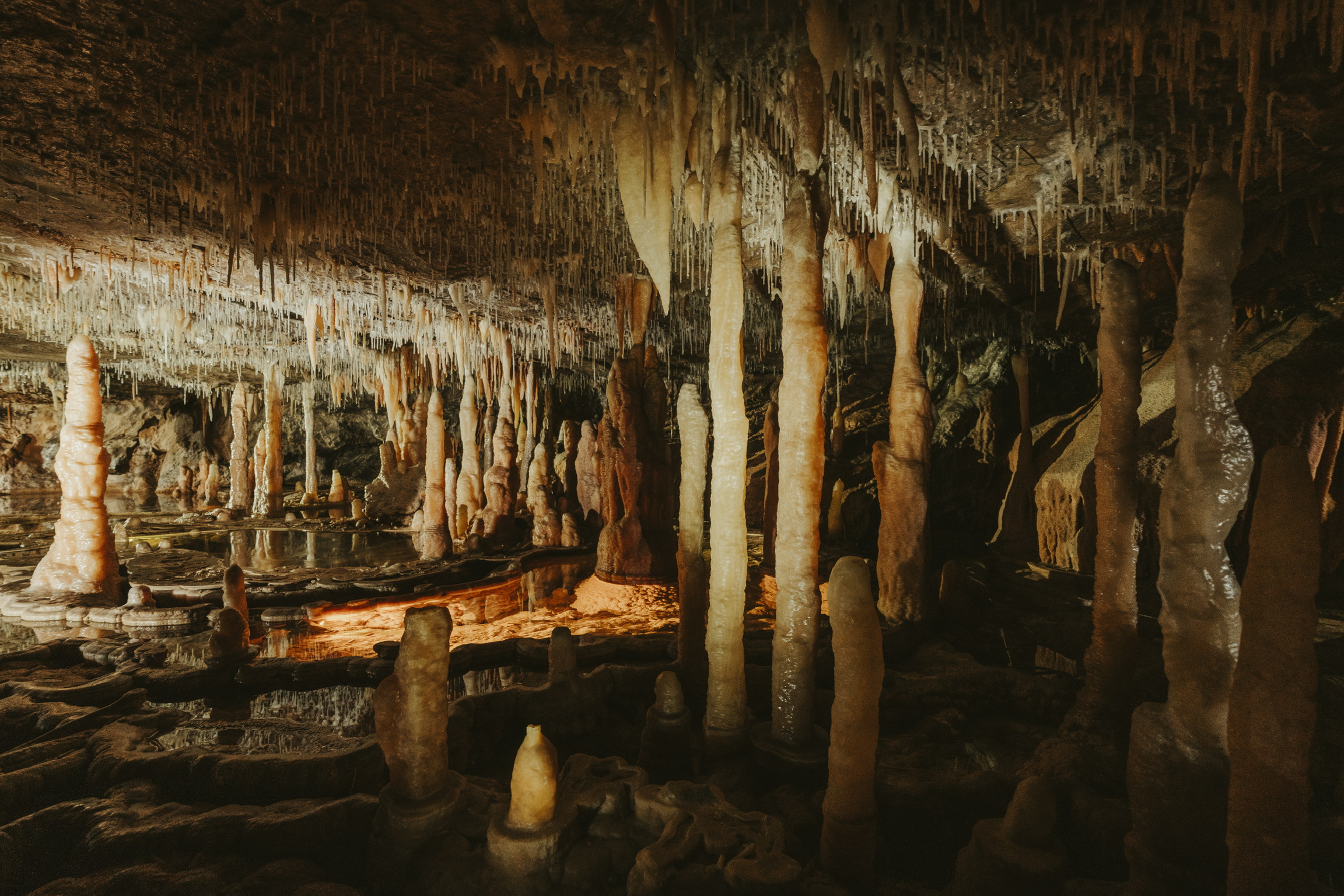
Cuevas de Buchan

La frontera norte de Victoria es la ribera meridional del río Murray. Al oeste se encuentra Australia del Sur. Hay muchas diferencias topográficas, geológicas y climáticas, desde el templado y húmedo clima de Gippsland hasta los Alpes de Victoria donde los picos de hasta 2000 metros de altitud están cubiertos por una capa de nieve. Al noroeste se encuentran planicies semidesérticas.
Hay varios sistemas fluviales en Victoria debido a las importantes precipitaciones. El más importante es el Murray, aunque también son destacables los ríos:
- Ovens
- King
- Campaspe
- Loddon
- Wimmera
- Elgin
- Promontorio WilsonBarwon
- Thompson
- Snowy
- Latrobe
- Yarra
- Maribyrnong
- Mitta
- Kiewa

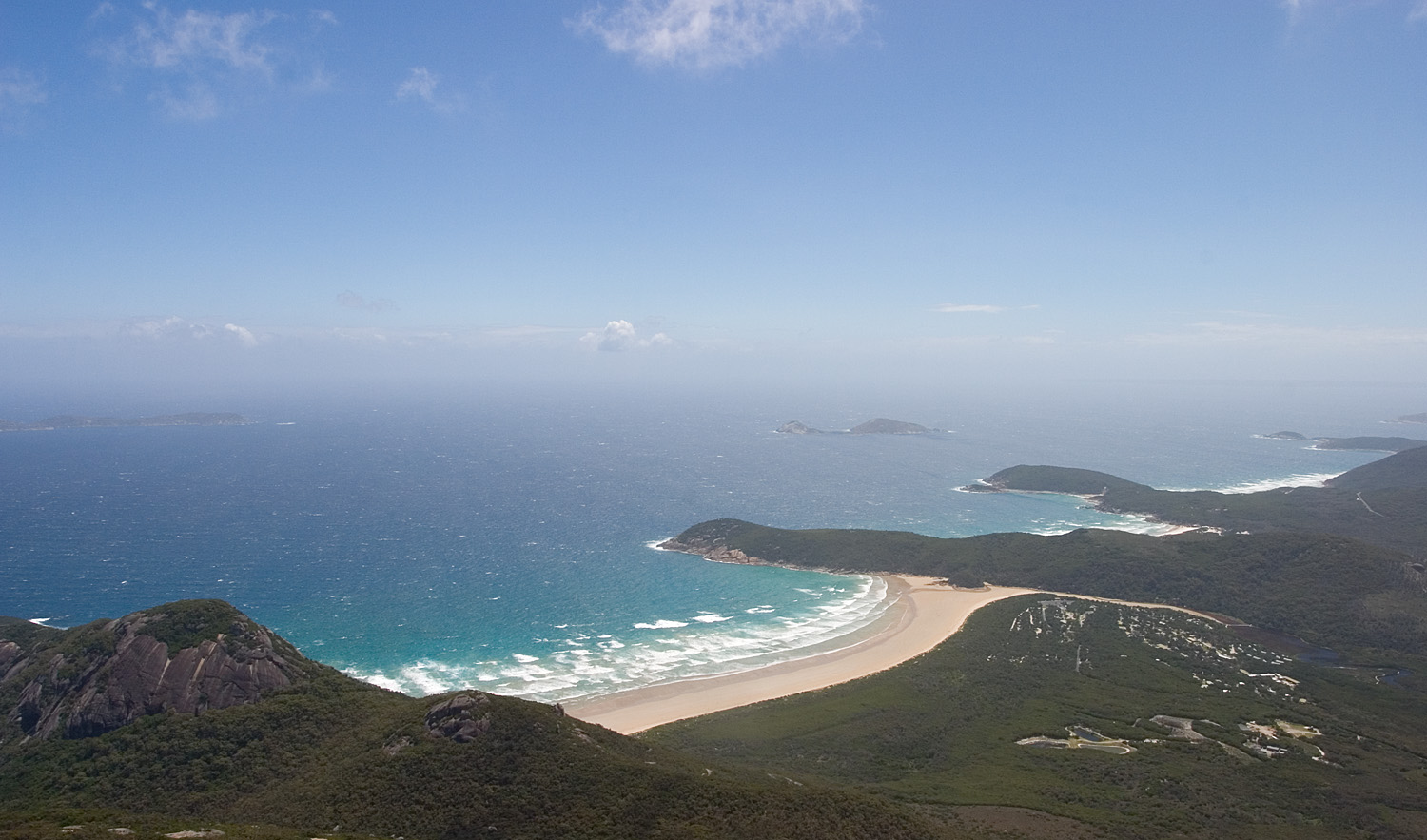
Promontorio Wilson

Melbourne reúne a casi el 70 % de la población total dominando a su vez la economía, los medios de comunicación y la cultura.

### Clima

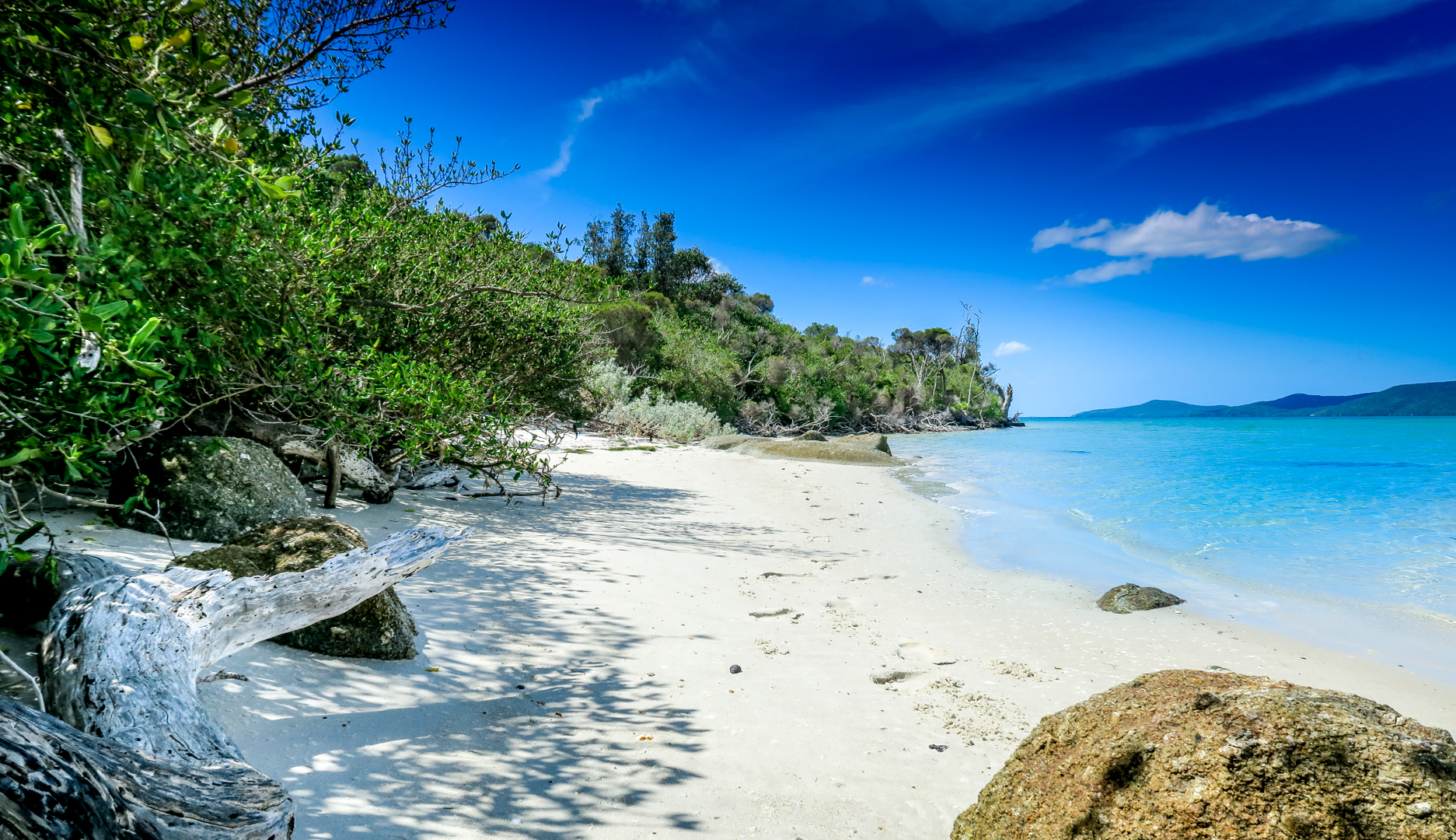
Playa de la Isla Benninson, Victoria

Victoria tiene un clima variado que va desde templado semiárido con veranos calurosos en el noroeste hasta templado y fresco a lo largo de la costa. La principal característica geográfica de Victoria, la Gran Cordillera Divisoria, produce un clima más fresco y montañoso en el centro del estado. Los inviernos a lo largo de la costa del estado, especialmente en los alrededores de Melbourne, son relativamente suaves.
La llanura costera al sur de la Gran Cordillera Divisoria tiene el clima más suave de Victoria. El aire del océano Austral ayuda a reducir el calor del verano y el frío del invierno. Melbourne y otras grandes ciudades se encuentran en esta región templada.
Mallee y la parte alta de Wimmera son las regiones más cálidas de Victoria, con vientos calientes que soplan desde los semidesiertos cercanos. Las temperaturas medias superan los 32 °C (90 °F) durante el verano y los 15 °C (59 °F) en invierno. Excepto en las frescas altitudes montañosas, las temperaturas mensuales del interior son entre 2 y 7 °C (4-13 °F) más cálidas que en los alrededores de Melbourne. La temperatura máxima más alta de Victoria, 48,8 °C (119,8 °F), se registró en Hopetoun el 7 de febrero de 2009, durante la ola de calor del sureste de Australia de 2009. 

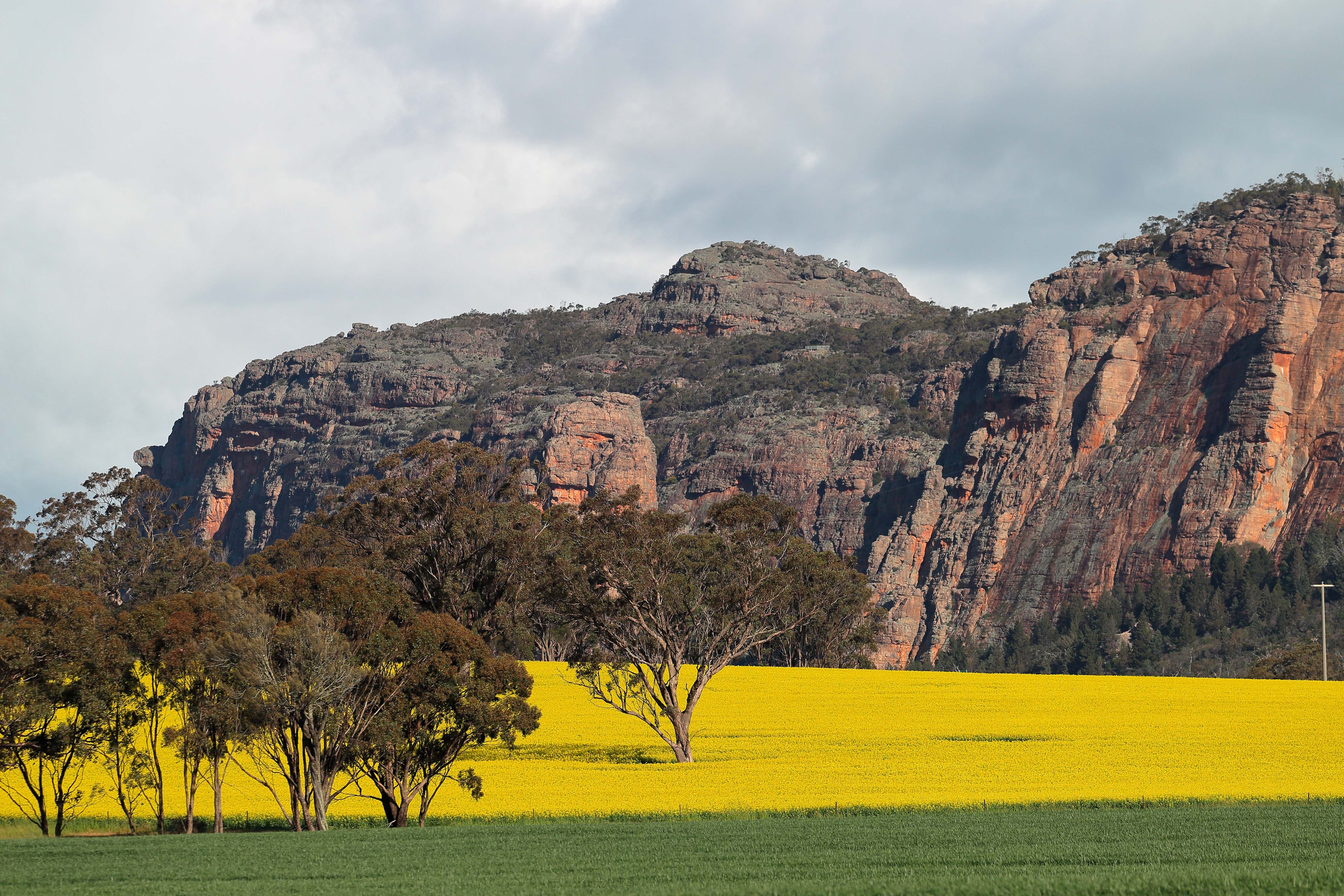
Monte Arapiles

Los Alpes de Victoria, en el noreste, son la zona más fría de Victoria. Los Alpes forman parte del sistema montañoso de la Gran Cordillera Divisoria, que se extiende de este a oeste por el centro de Victoria. Las temperaturas medias son inferiores a 9 °C (48 °F) en invierno y por debajo de 0 °C (32 °F) en las partes más altas de la cordillera. La temperatura mínima más baja del estado, de −11,7 °C (10,9 °F), se registró en Omeo el 15 de junio de 1965 y de nuevo en Falls Creek el 3 de julio de 1970.
Las precipitaciones en Victoria aumentan de sur a noreste, con medias más altas en las zonas de gran altitud. La precipitación media anual supera los 1800 milímetros (71 pulgadas) en algunas partes del noreste, pero es inferior a 280 mm (11 pulgadas) en Mallee. Las lluvias son más intensas en las cordilleras Otway y Gippsland, en el sur de Victoria, y en las montañas del noreste. Por lo general, solo nieva en las montañas y colinas del centro del estado. Las lluvias son más frecuentes en invierno, pero las precipitaciones son más intensas en verano. Las precipitaciones son más abundantes en Gippsland y el distrito occidental, lo que los convierte en las principales zonas agrícolas. La mayor precipitación diaria registrada en Victoria fue de 377,8 mm (14,87 pulgadas) en Tidal River, en el parque nacional Wilsons Promontory, el 23 de marzo de 2011.

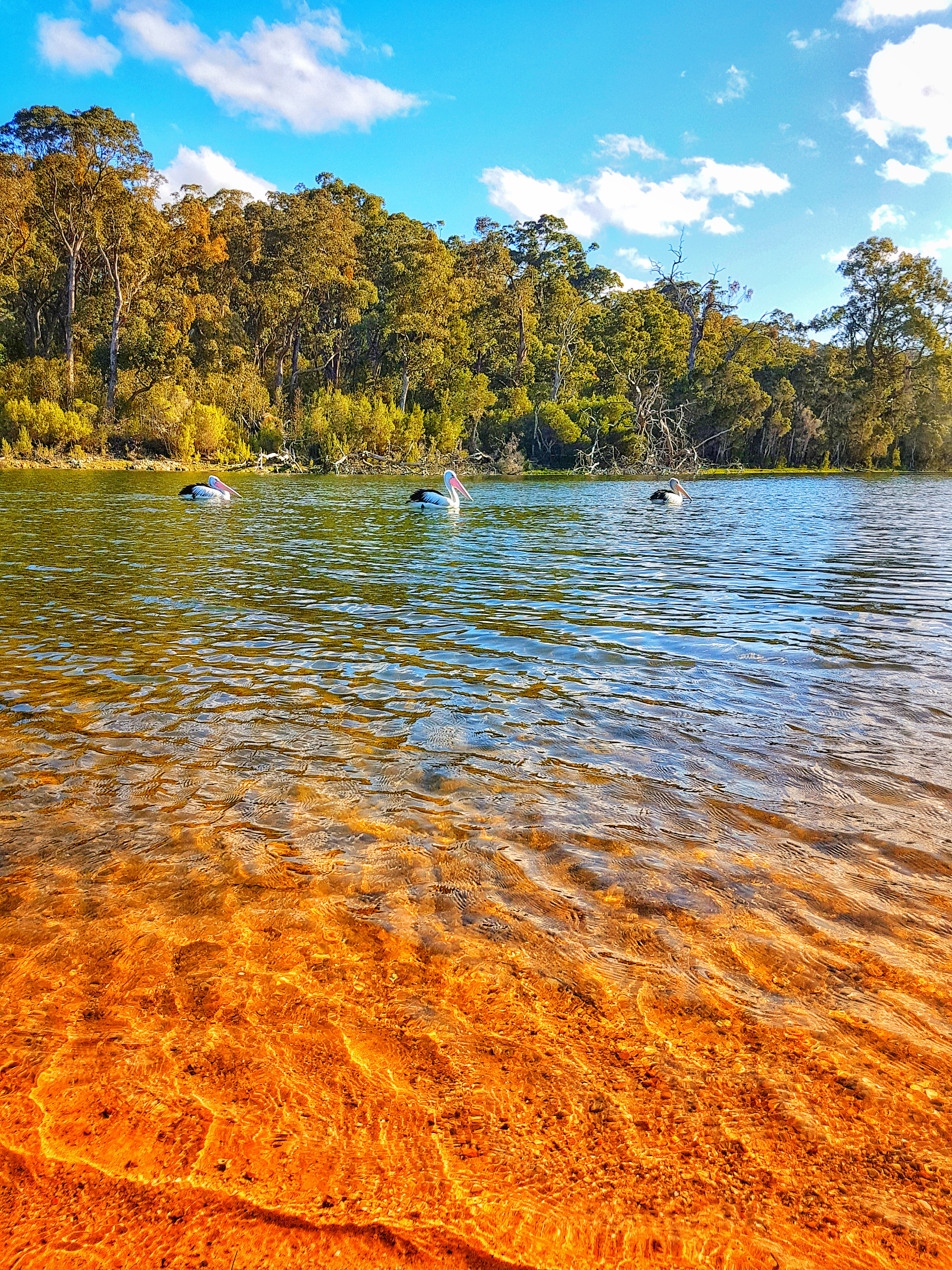
Lago Tyers

### Cambio climático

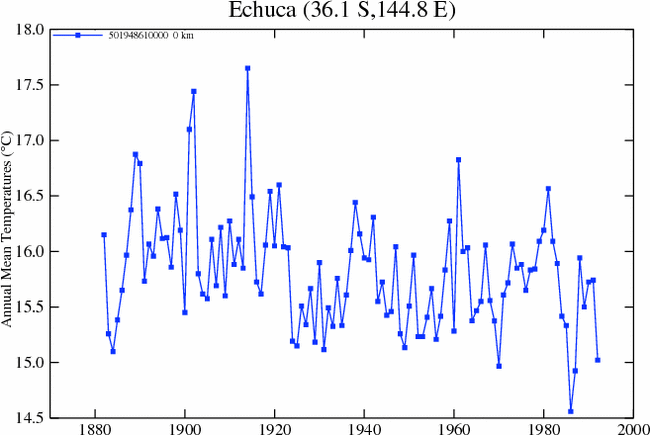
Echuca: Tº diaria promedio del aire en casilla meteo, de 1881 a 1992; en NASA

Es remarcable, que la estación meteorológica local posee datos de termometría del aire, a 15 dm del suelo, desde 1881 a 1992, sin acceso a la "mancha de calor" urbana, clásica de otras Estaciones invadidas por la isla de calor de la urbanización.

### Geología

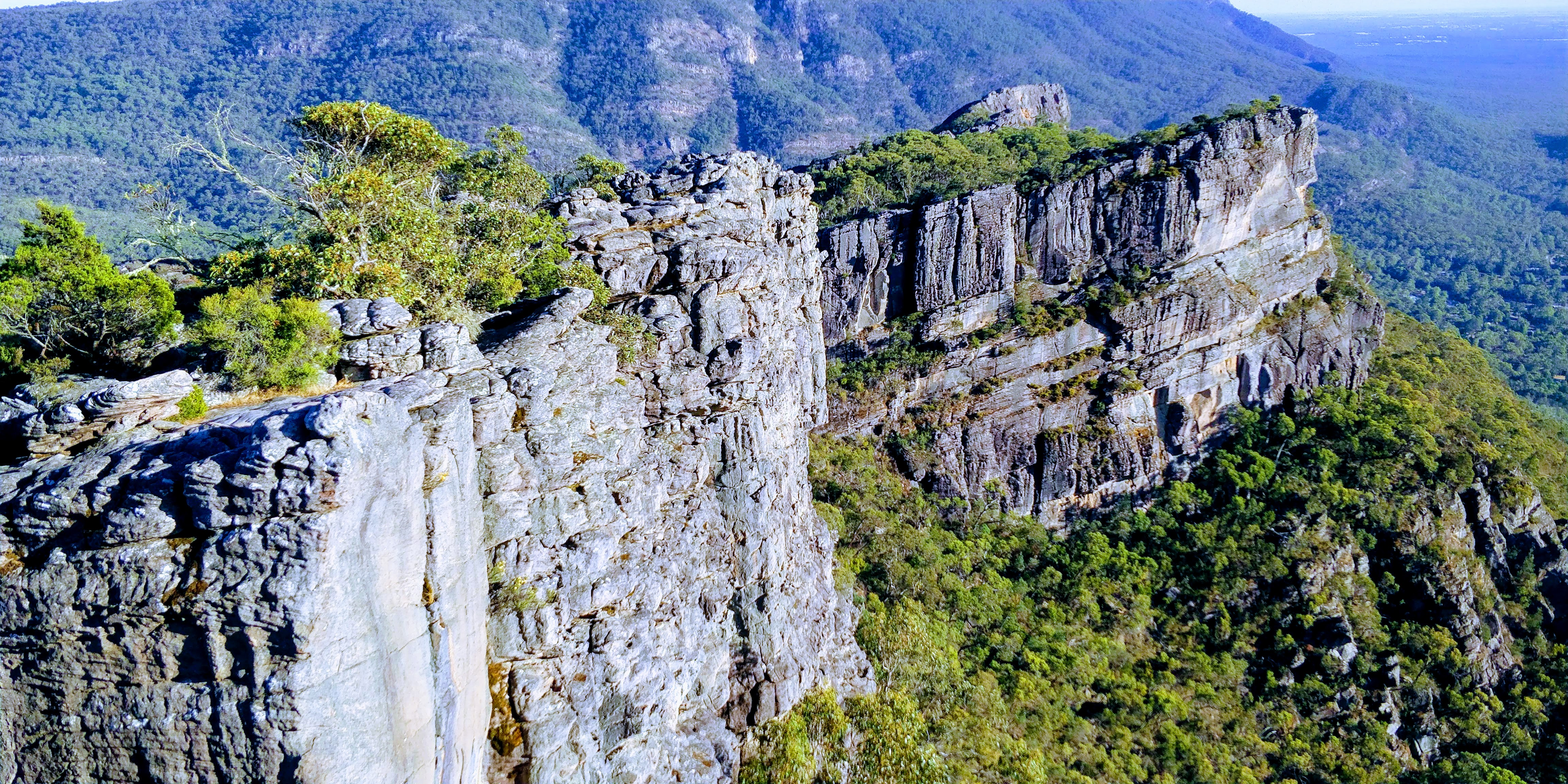
Formaciones en el parque nacional Grampians

Victoria es un estado australiano situado en el extremo sur de la Gran Cordillera Divisoria. La Gran Cordillera Divisoria se extiende a lo largo de la costa este del continente y termina cerca de la ciudad victoriana de Ballarat, al oeste de la capital, Melbourne, aunque los cercanos Grampians pueden considerarse la parte final de la cordillera. Las montañas más altas de Victoria (poco menos de 2000 m) son los Alpes Victorianos, situados en el noreste del estado.
El noroeste del estado está compuesto principalmente por rocas cenozoicas, mientras que el sureste está formado principalmente por rocas paleozoicas. No se han descubierto rocas precámbricas en Victoria.
La zona baja y llana del noroeste del estado, que bordea el río Murray, fue en su día el lecho de un antiguo mar y el terreno está muy afectado por la salinidad. El drenaje salino de las tierras de Victoria es una de las causas del problema de salinidad en el sistema fluvial Murray-Darling. La evaporación comercial de la sal se lleva a cabo cerca de Swan Hill.
El centro y el oeste de Victoria albergan yacimientos de oro de clase mundial, principalmente en las extensas turbiditas del Ordovícico.

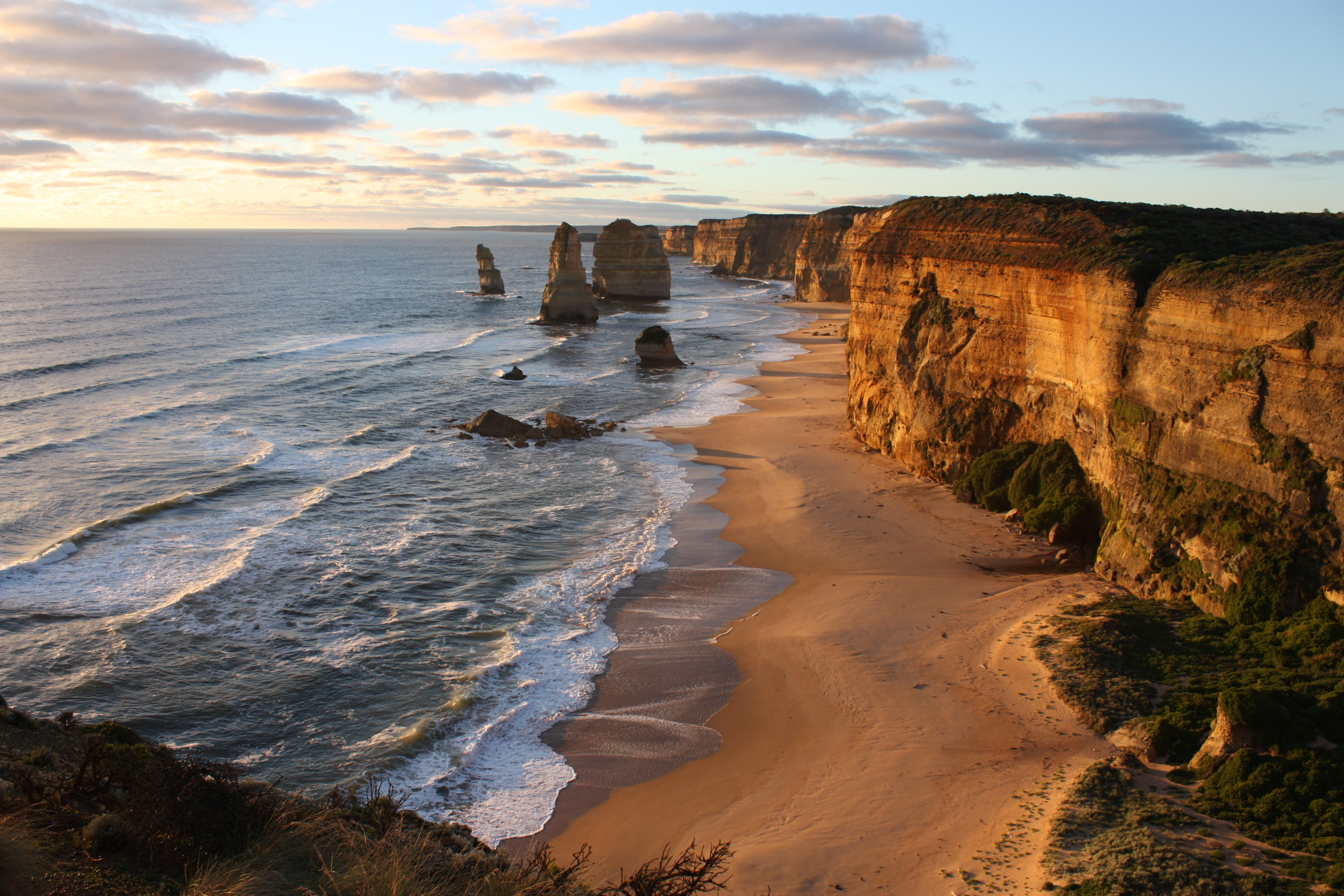
Los 12 Apóstoles (Twelve Apostles) en la costa de Victoria

El sureste del estado cuenta con enormes yacimientos de lignito.
Hay una zona de extenso vulcanismo en el centro y suroeste de Victoria, donde hay numerosos volcanes y lagos volcánicos. Las llanuras volcánicas del oeste de Victoria son las terceras más grandes del mundo, después del Decán, en el oeste de la India, y la meseta del río Snake, en Idaho, Estados Unidos. La actividad volcánica más reciente se produjo en el monte Eccles, que entró en erupción por última vez hace unos pocos miles de años, lo que la convierte en una región volcánica activa. En la parte occidental de Melbourne y en el suroeste del estado hay grandes coladas de lava basáltica.
La secuencia de acontecimientos asociados a la formación del sureste de Australia revela que los procesos de mineralización y magmáticos están íntimamente relacionados con el desarrollo tectónico de la región. La historia está dominada por la compresión este-oeste de rocas sedimentarias e ígneas predominantemente oceánicas y el plegamiento, fallamiento y levantamiento resultantes. Recientemente, se ha hecho cada vez más evidente que los grandes movimientos norte-sur también han participado en la formación del este de Australia.

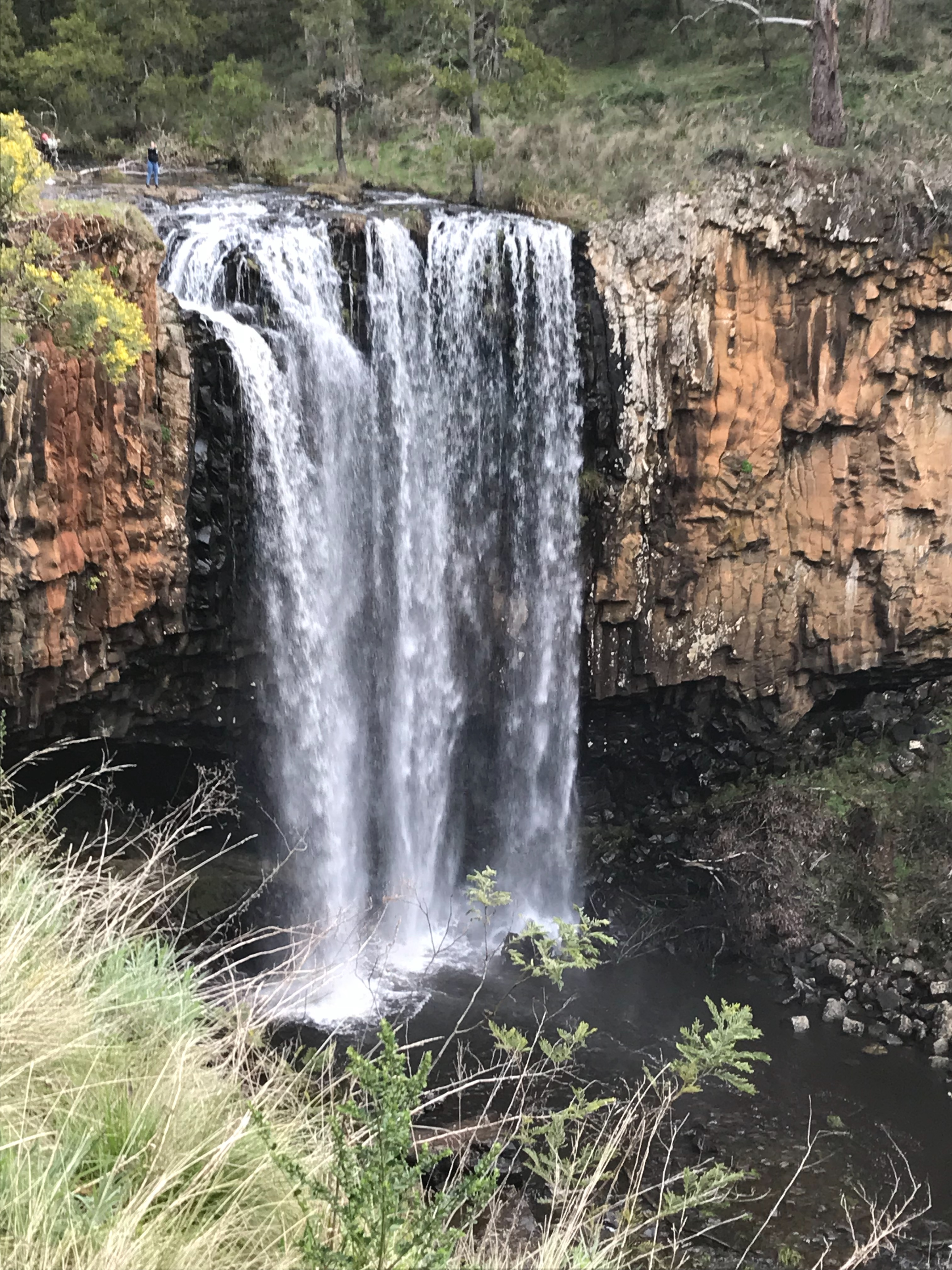
Cascadas Trentham

El basamento paleozoico está atravesado por fallas de empuje más o menos paralelas al grano estructural norte-sur. Las fallas más grandes separan rocas con diferentes edades e historias estructurales, y subdividen Victoria en tres rangos estructurales principales que consisten en dos cinturones (Delamerian y Lachlan), dos terrenos en el cinturón plegado de Lachlan (Whitelaw y Benambra) y diez zonas estructurales (Glenelg, Grampians-Stavely, Stawell, Bendigo, Melbourne, Tabberabbera, Omeo, Deddick, Kuark, Mallacoota).
La falla de Moyston es la más importante, ya que forma el límite entre los cinturones de pliegues Delamerian y Lachlan. Estos dos cinturones presentan diferencias importantes. El cinturón plegado de Delamerian está compuesto principalmente por rocas neoproterozoicas y cámbricas y se deformó en la orogenia de Delamerian, a finales del Cámbrico, mientras que el cinturón plegado de Lachlan contiene principalmente rocas cámbricas y devónicas, y las principales deformaciones se produjeron entre el Ordovícico tardío y el Carbonífero temprano. 
La primera deformación regional que afectó al cinturón plegado de Lachlan fue la orogenia de Benambran, hace unos 450 millones de años, después de la orogenia delameriana. Los granitos constituyen el 20 % de la superficie total expuesta del cinturón plegado de Lachlan y tienen una antigüedad de entre 440 y 350 millones de años. Las rocas volcánicas asociadas a los granitos también están muy extendidas y cubren un 5 % adicional. Los bloques de corteza más antigua formados por rocas neoproterozoicas y cámbricas, como el bloque Selwyn en el centro de Victoria, se deformaron durante la orogenia Tyennan del Cámbrico tardío antes de incorporarse al cinturón plegado de Lachlan.
La segunda gran ruptura estructural en Victoria es la falla transformante de Baragwanath, que se extiende a lo largo del lado oriental del bloque Selwyn. Esta falla transformante divide el cinturón plegado de Lachlan en dos terrenos, el terreno de Whitelaw al oeste y el terreno de Benambra al este. La principal diferencia entre ambos es que el transporte paralelo al orógeno (norte-sur) fue más frecuente en el terreno de Benambra, mientras que el transporte convergente este-oeste ortogonal al orógeno fue dominante en el terreno de Whitelaw.

### Topografía e Hidrología

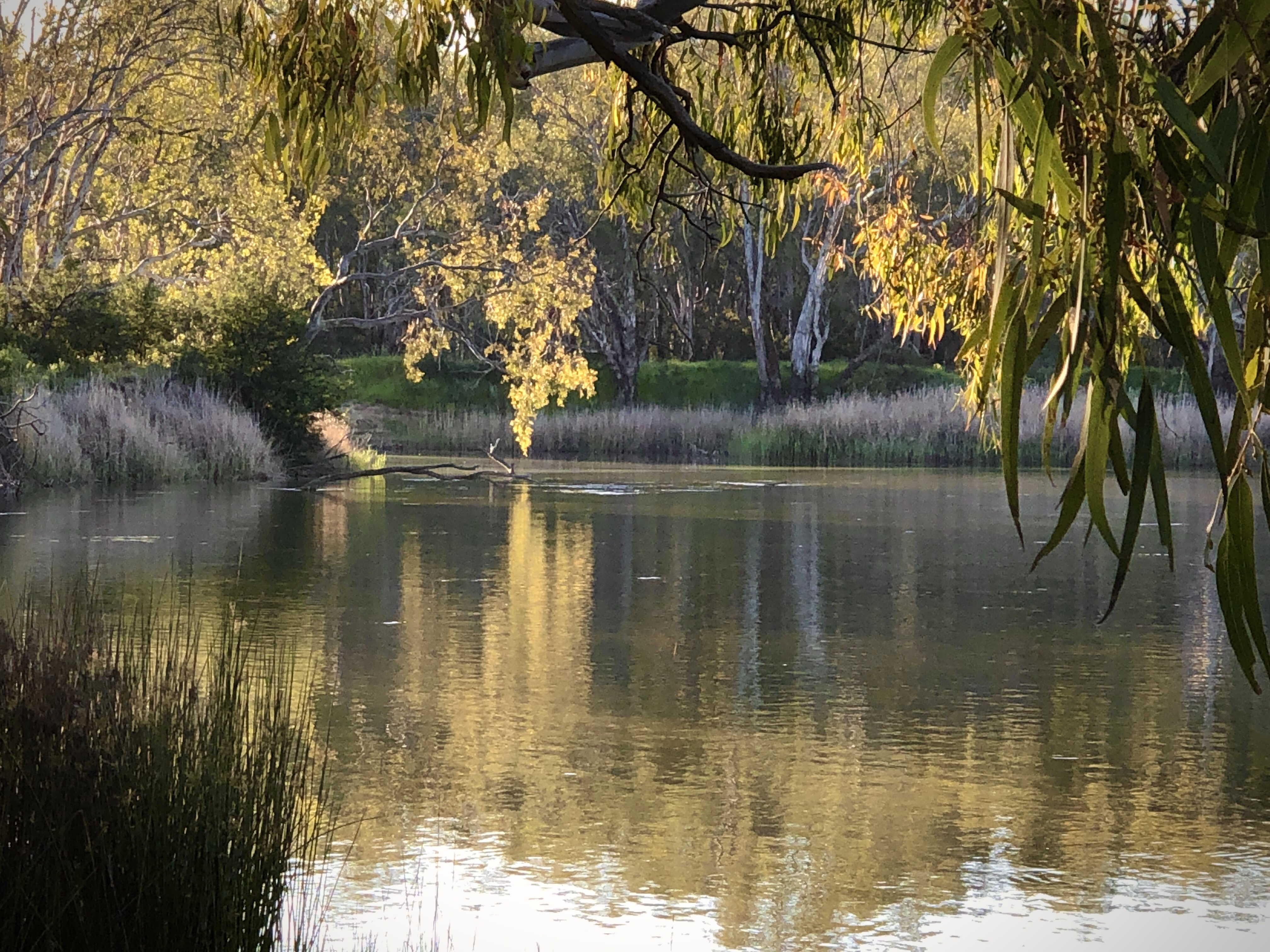
Parque nacional Barmah

Centrada en la divisoria principal en el este de Victoria, las Tierras Altas Orientales separan los arroyos y ríos que drenan hacia el norte a la Cuenca Murray-Darling de aquellos que fluyen hacia el sur directamente al mar. Es la región geomórfica más grande y diversa del Estado.
Los principales arroyos que drenan hacia el norte son los ríos Goulburn, Campaspe, Mitta Mitta, Kiewa, Loddon, Avoca, Wimmera, Ovens y King. Los arroyos más importantes que fluyen hacia el sur, hacia el mar, son los ríos Latrobe, Thomson, Macalister, Mitchell, Tambo, Nicholson y Snowy y sus afluentes. Todos estos ríos, con la excepción del río Snowy, llegan al mar a través de los Lagos de Gippsland en el sureste de Victoria. Más al este, los ríos Bemm, Cann y Genoa fluyen directamente al Estrecho de Bass para drenar la división oriental de las Tierras Altas Orientales. El río Yarra, que desemboca en la bahía de Port Phillip, drena la zona suroeste de las Tierras Altas. El suroeste del estado está dominado por los ríos Hopkins y Glenelg. El río más largo de Victoria es el Goulburn, que nace debajo de la cima de Corn Hill (1.331 m) y desemboca en el río Murray cerca de Echuca. Tiene más de 650 kilómetros de longitud.

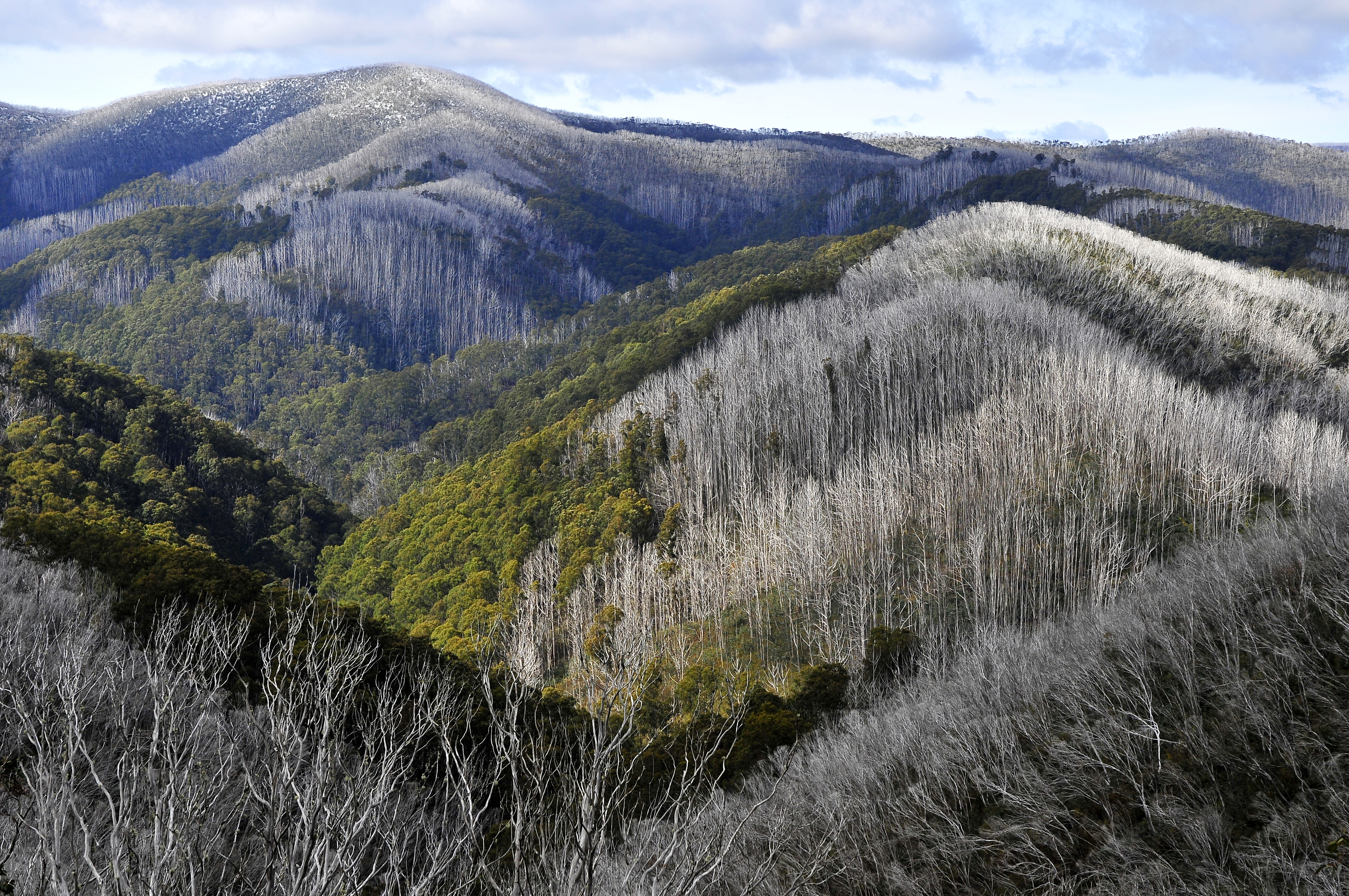
Parque nacional Alpine

Los principales picos de la Gran Divisoria en las Tierras Altas Orientales incluyen el Monte Cobberas (1.833 m) cerca de la frontera con Nueva Gales del Sur, el Monte Hotham (1.862 m) y el Monte Howitt (1.746 m). La montaña más alta de Victoria, el Monte Bogong (1.986 m), se encuentra justo al norte de la cordillera principal en una cresta que separa los tramos superiores del río Mitta Mitta del río Kiewa. Otros picos prominentes son el Monte Feathertop (1.922 m), también al norte de la Divisoria, y el Monte Buller (1.804 m) al noroeste del Monte Howitt. El Monte Wellington (1.632 m) se encuentra en el extremo sur de la Cordillera Snowy. El punto más alto al sur de la divisoria principal es el Monte Reynard, que se encuentra a una altitud de 1737 metros.
Los patrones dendríticos de crestas y valles estrechos son típicos de la región y caracterizan gran parte del paisaje profundamente disectado a ambos lados de la Gran Divisoria. Ocasionales cumbres aisladas, como el Monte Buller y Feathertop, se elevan por encima de las mesetas remanentes o las amplias crestas.

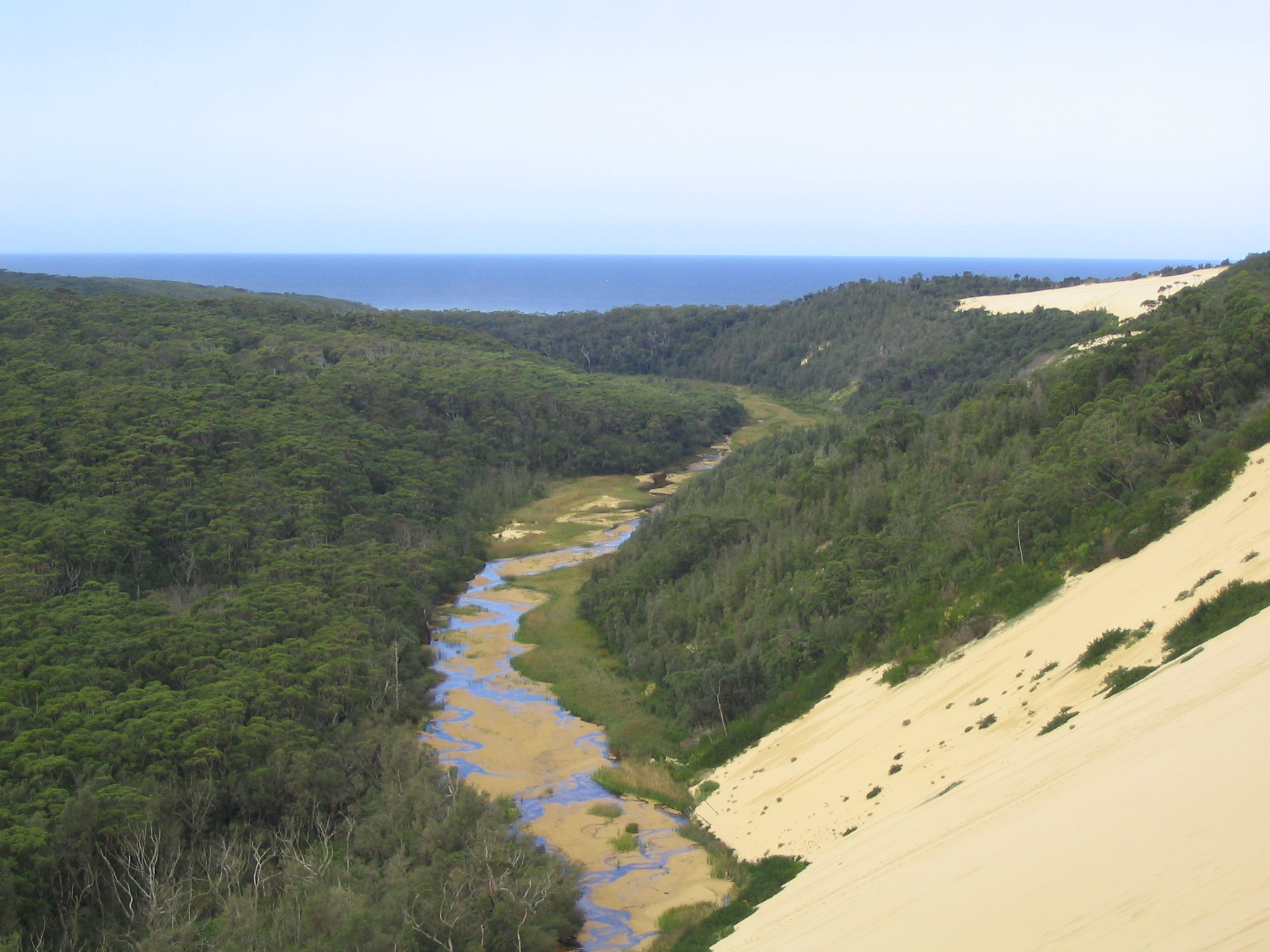
Río Turra y las dunas de arena cercanas

Extensos paisajes de bajo relieve se encuentran en altitudes más elevadas en forma de mesetas como las Bogong High Plains, las mesetas del Monte Buffalo (unos 1.400 m) y la Meseta Baw Baw, que en conjunto se conocen comúnmente como "llanuras altas". También son frecuentes las extensas mesetas a elevaciones sucesivamente más bajas cuanto más lejos están de la divisoria principal. Estas incluyen la meseta de Pinnibar en el noreste, las llanuras de Nunniong al sur (unos 1.200 m), y las mesetas de Koetong - Shelly, Wabonga y Strathbogie más al norte (unos 600-1.100 m).
Los valles que drenan hacia el norte se ensanchan y las pendientes de los arroyos disminuyen gradualmente a medida que se acercan a la Llanura Riverina al norte y oeste de la región. Los tramos inferiores de estos arroyos tienen llanuras aluviales de sedimentos finos flanqueadas por varias series de terrazas. Formaciones aluviales o coluviales emergen de valles menores de pequeños arroyos efímeros que drenan las interfluviales de los valles principales. Las crestas, a medida que se acercan a las llanuras bajas, dan paso a colinas bajas que marcan las últimas etapas de la erosión de las crestas de las tierras altas.

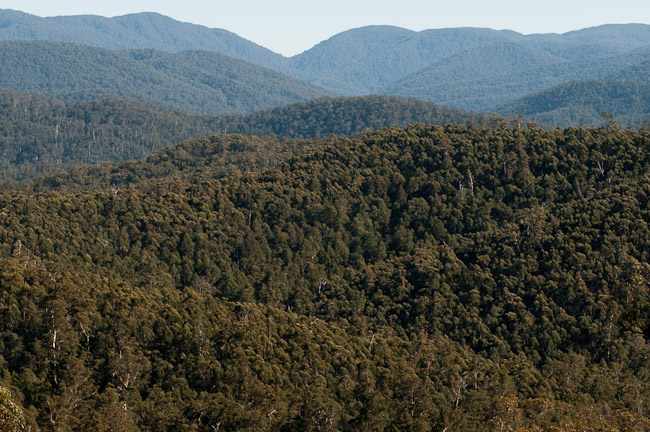
Parque nacional Errinundra

La llanura aluvial y las terrazas del río Murray en Wodonga indican el borde oriental de la Llanura Riverina del Norte y el borde septentrional de las Tierras Altas Orientales, en cuyo punto la llanura aluvial se encuentra a solo unos 150 m sobre el nivel del mar, lo que, en consecuencia, ha provocado que el flujo de los principales sistemas fluviales de la región haya excavado valles estrechos y profundos en sus tramos superiores con el tiempo, donde las pendientes son mucho más pronunciadas que a lo largo de las llanuras aluviales.
Al sur de la Gran Divisoria, los sistemas fluviales aumentan en pendiente y profundidad de valle, y a medida que se acercan a la Llanura Oriental, tienen valles aluvionados más estrechos que los del norte. Grandes áreas de tierras bajas encerradas por crestas pronunciadas, como la cuenca de Murmungee al sur de Beechworth y el área de Dargo al sur de la Divisoria, se encuentran en partes de las Tierras Altas Orientales. Estas se encuentran donde ocurren rocas más fácilmente erosionables y alterables, rodeadas de rocas resistentes. El límite sur de las Tierras Altas Orientales es el extremo sur de una plataforma irregular en forma de banco conocida como Terreno de Nillumbik, que se puede rastrear bordeando la Llanura Oriental desde cerca de Orbost hasta los suburbios orientales de Melbourne. Las Tierras Altas Orientales se extienden hasta la costa desde Cape Conran hasta Rams Head, donde el Terreno de Nillumbik está ausente, y está bordeada por dunas de arena costeras en algunas partes.

## Demografía

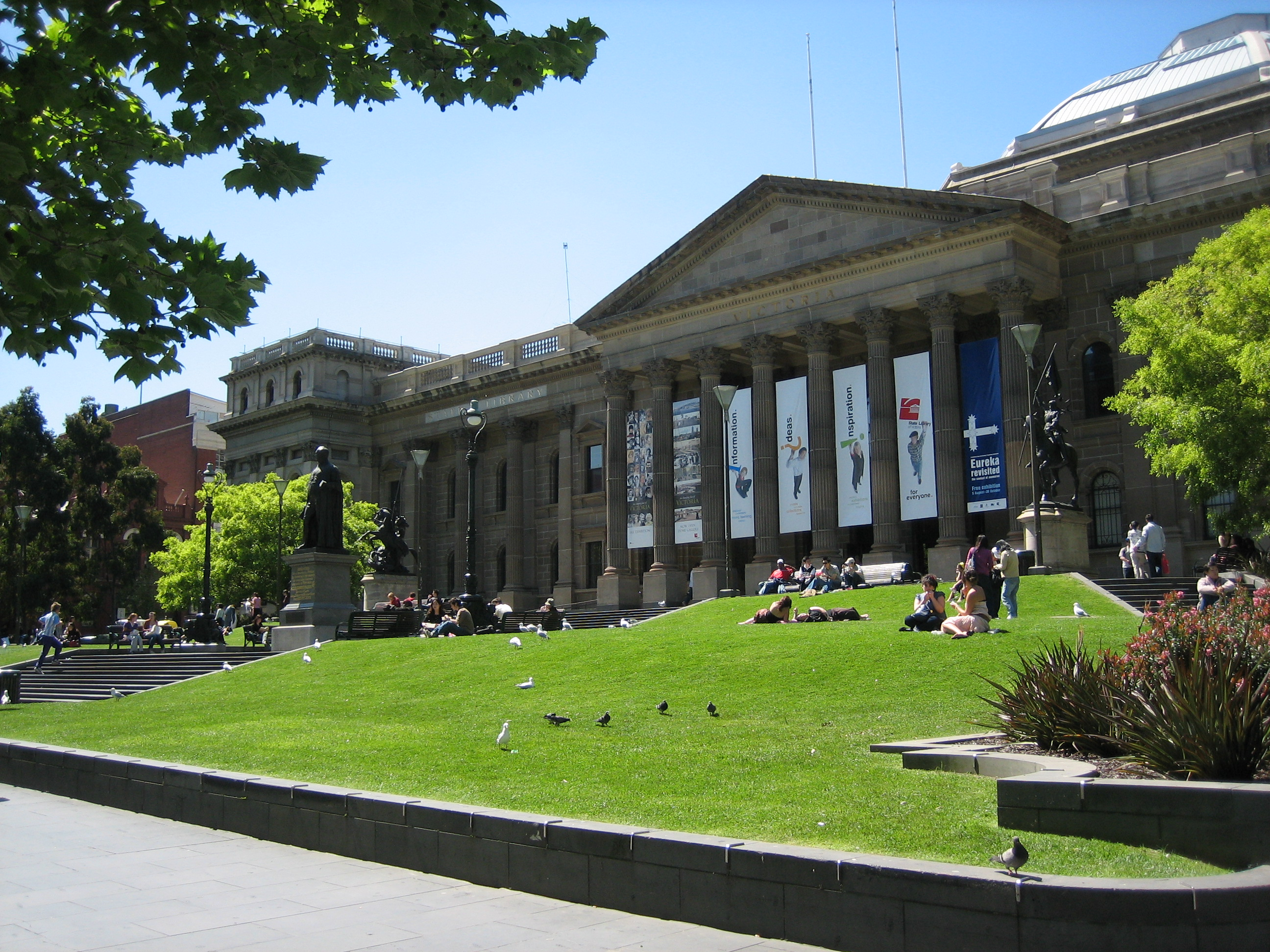
Biblioteca Estatal de Victoria

### Educación
El sistema escolar público de Victoria se remonta a 1872, cuando el gobierno colonial promulgó una ley para que la escolarización fuera gratuita y obligatoria. El sistema de enseñanza secundaria pública del estado comenzó en 1905. Antes de esa fecha, solo existía la enseñanza secundaria privada. En la actualidad, la educación escolar en Victoria consta de siete años de enseñanza primaria (incluido un año preparatorio) y seis años de enseñanza secundaria.
Los últimos años de secundaria son opcionales para los niños mayores de 17 años. Los niños de Victoria suelen empezar la escuela a los cinco o seis años. Al terminar la secundaria, los alumnos obtienen el Certificado de Educación de Victoria (VCE) o el Certificado de Educación de Victoria - Especialidad Profesional (VCE-VM). Los estudiantes que completan con éxito su VCE (sin incluir a los estudiantes de VCE-VM) también reciben un ATAR, que determina su admisión en la universidad (a menos que el estudiante «no obtenga puntuación»).

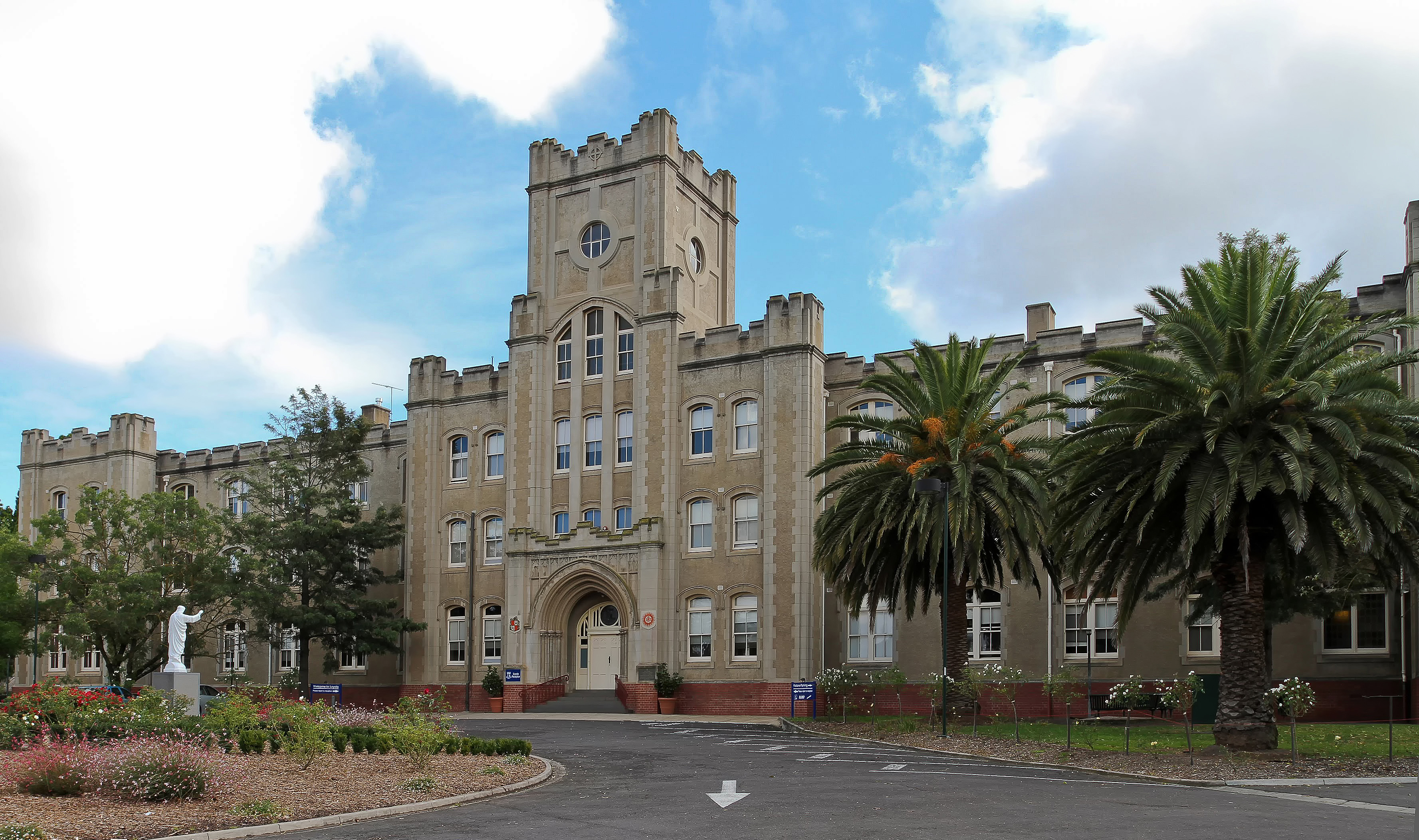
Loyola College, Melbourne

Las escuelas de Victoria son públicas o privadas. Las escuelas públicas, también conocidas como escuelas estatales o gubernamentales, están financiadas y gestionadas directamente por el Departamento de Educación de Victoria. Los estudiantes no pagan matrícula, pero se cobran algunos gastos adicionales. Las escuelas privadas de pago incluyen las escuelas parroquiales gestionadas por la Iglesia Católica Romana y las escuelas independientes similares a las escuelas públicas británicas. Las escuelas independientes suelen estar afiliadas a iglesias protestantes. 
Victoria también cuenta con varias escuelas primarias y secundarias privadas judías e islámicas. Las escuelas privadas también reciben algunos fondos públicos. Todas las escuelas deben cumplir con los estándares curriculares establecidos por el gobierno. Además, Victoria cuenta con seis escuelas selectivas gubernamentales: la Melbourne High School para chicos, la MacRobertson Girls' High School para chicas, las escuelas mixtas John Monash Science School, Nossal High School y Suzanne Cory High School, y la Victorian College of the Arts Secondary School. Los alumnos de estas escuelas son admitidos exclusivamente sobre la base de una prueba de acceso académica selectiva. Victoria también ofrece un sistema de enseñanza en línea, llamado Virtual School Victoria, o VSV.

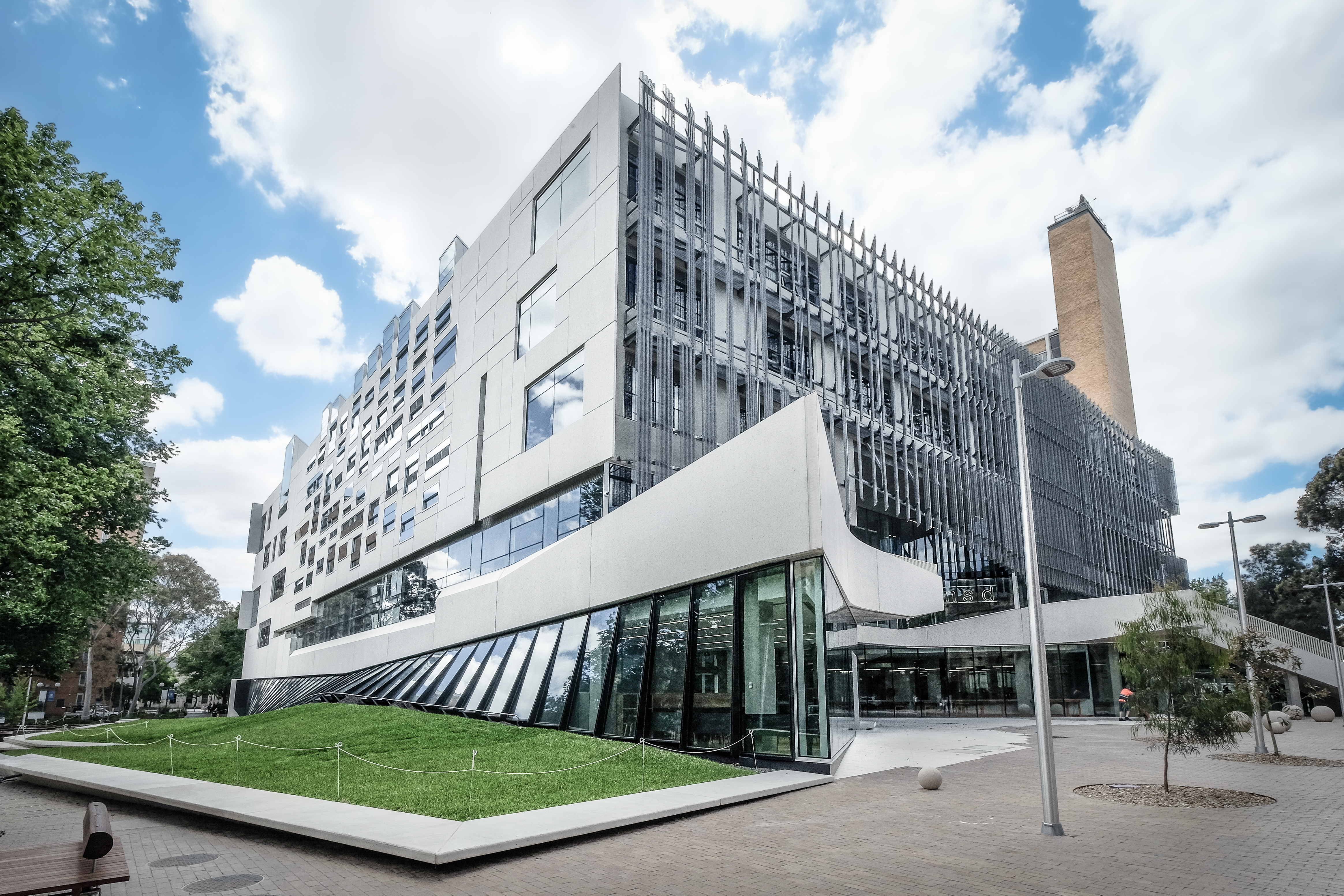
Facultad de Arquitectura, Construcción y Planificación de la Universidad de Melbourne

En febrero de 2019, Victoria contaba con 1529 escuelas públicas, 496 escuelas católicas y 219 escuelas independientes. Algo menos de 631 500 alumnos estaban matriculados en escuelas públicas y algo más de 357 000 en escuelas privadas. Más del 58 % de los alumnos privados asisten a escuelas católicas. Más de 552 300 alumnos estaban matriculados en escuelas primarias y más de 418 600 en escuelas secundarias. Las tasas de retención para los dos últimos años de la escuela secundaria fueron del 84,3 % para los alumnos de escuelas públicas y del 91,5 % para los alumnos de escuelas privadas. Victoria cuenta con unos 46 523 profesores a tiempo completo.
Victoria tiene nueve universidades. La primera en ofrecer títulos universitarios, la Universidad de Melbourne, matriculó a su primer estudiante en 1855. La más grande, la Universidad Monash, tiene más de 83 000 estudiantes matriculados, más que cualquier otra universidad australiana.
El número de estudiantes matriculados en las universidades de Victoria fue de 418 447 en 2018, lo que supone un aumento del 5,3 % con respecto al año anterior. Los estudiantes internacionales representaron el 40 % de las matriculaciones y constituyen el porcentaje más alto de matrículas universitarias prepagadas. El mayor número de matriculaciones se registró en los campos de los negocios, la administración y la economía, con casi el 30 % de todos los estudiantes, seguidos de las artes, las humanidades y las ciencias sociales, con el 18 % de las matriculaciones.

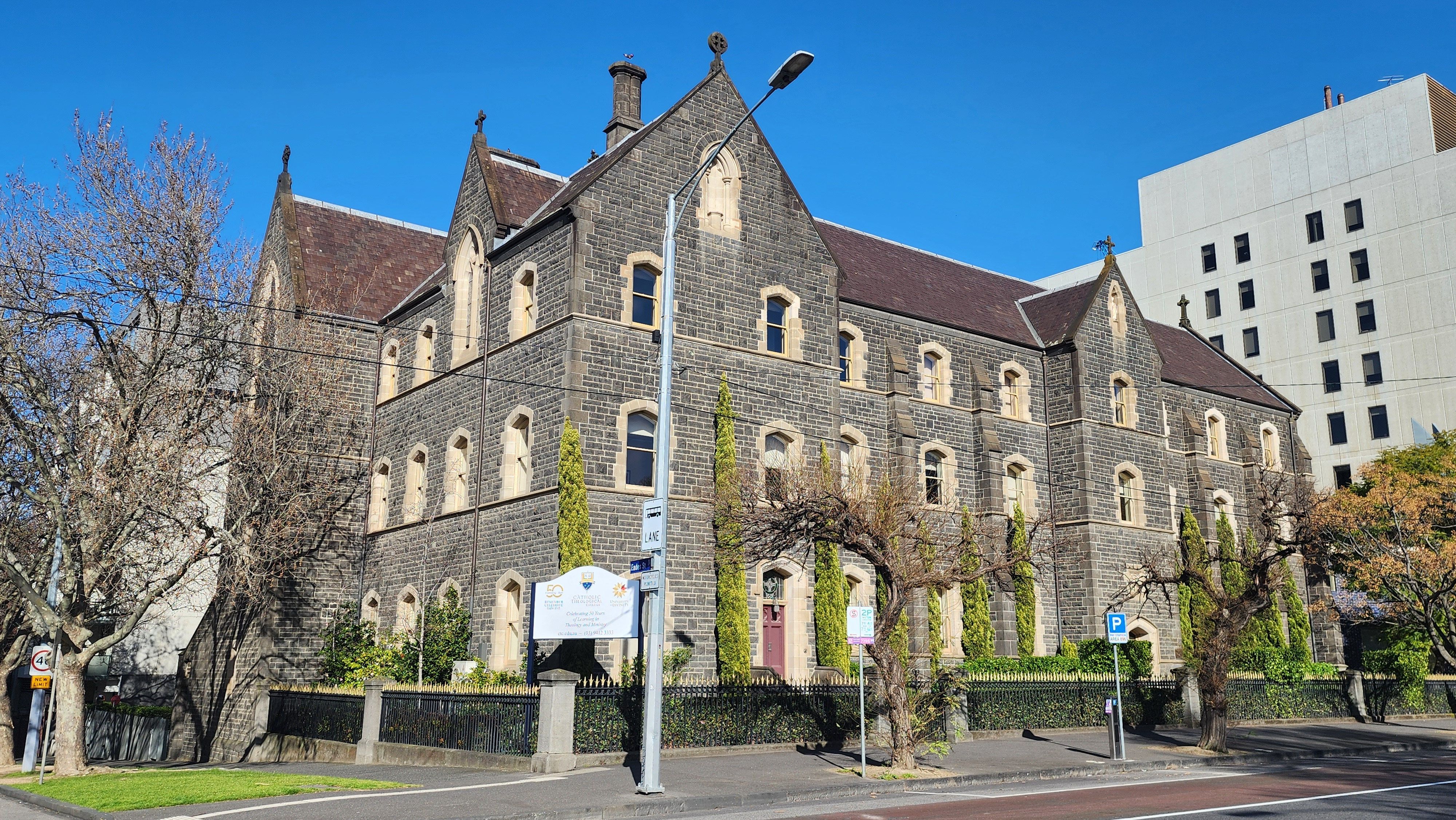
Colegio Teológico Católico en Victoria

Victoria cuenta con 12 instituciones públicas de educación técnica y superior (TAFE). La primera institución de formación profesional del estado fue el Melbourne Mechanics' Institute (fundado en 1839), que ahora es el Melbourne Athenaeum. Más de 1000 organizaciones de educación para adultos están registradas para impartir programas TAFE reconocidos. En 2014, había 443 000 estudiantes matriculados en formación profesional en el estado. En 2018, el número de estudiantes en el sector se había reducido en un 40 %, hasta los 265 000, el mínimo en cinco años, lo que el departamento de educación atribuyó a la retirada de la financiación a los proveedores de baja calidad y al cambio social hacia la educación universitaria.
La Biblioteca Estatal de Victoria es la biblioteca de investigación y referencia del estado. Se encarga de recopilar y conservar el patrimonio documental de Victoria y de ponerlo a disposición del público a través de una serie de servicios y programas. 

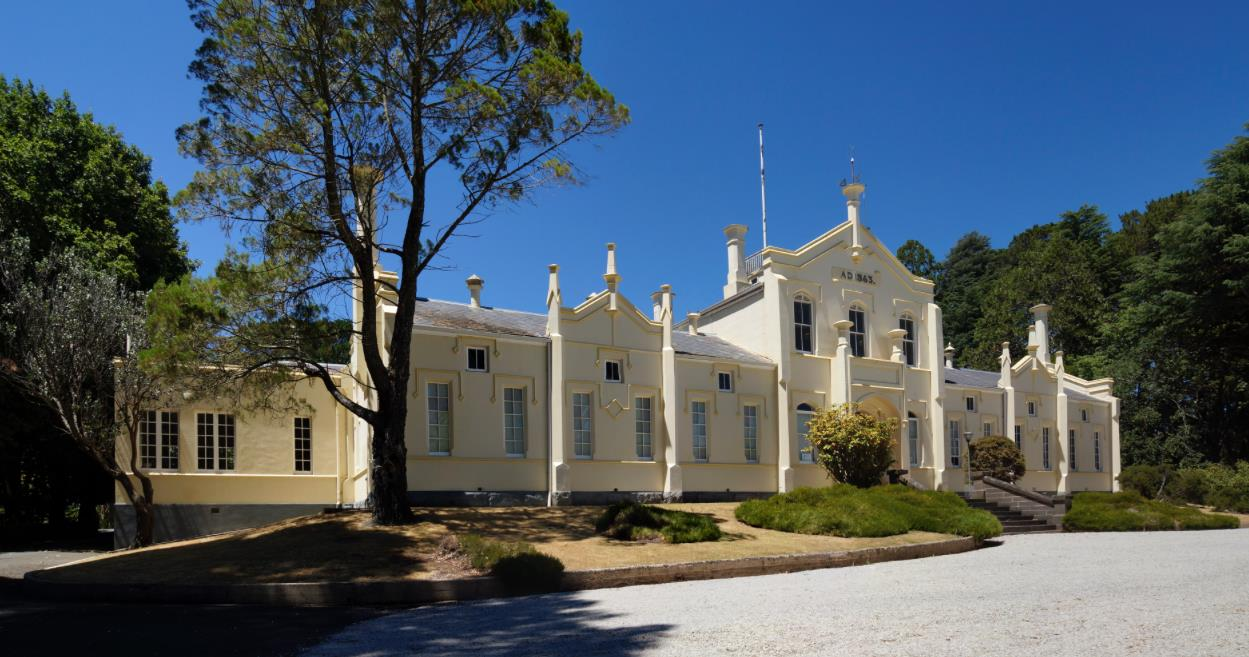
Escuela Victoriana de Ingeniería Forestal

El material de la colección incluye libros, periódicos, revistas, manuscritos, mapas, imágenes, objetos, grabaciones de audio y vídeo y bases de datos. El estado cuenta con bibliotecas públicas en la mayoría de las LGA (normalmente con múltiples sucursales en sus respectivas áreas municipales) y bibliotecas académicas en las universidades, así como algunas bibliotecas especializadas.

## Economía
La economía de Victoria se basa en las minas de oro y carbón así como en las extracciones de petróleo. Fuera de Melbourne, donde predominan las manufacturas, el resto del territorio está dedicado a la agricultura y la ganadería, especialmente la ovina.

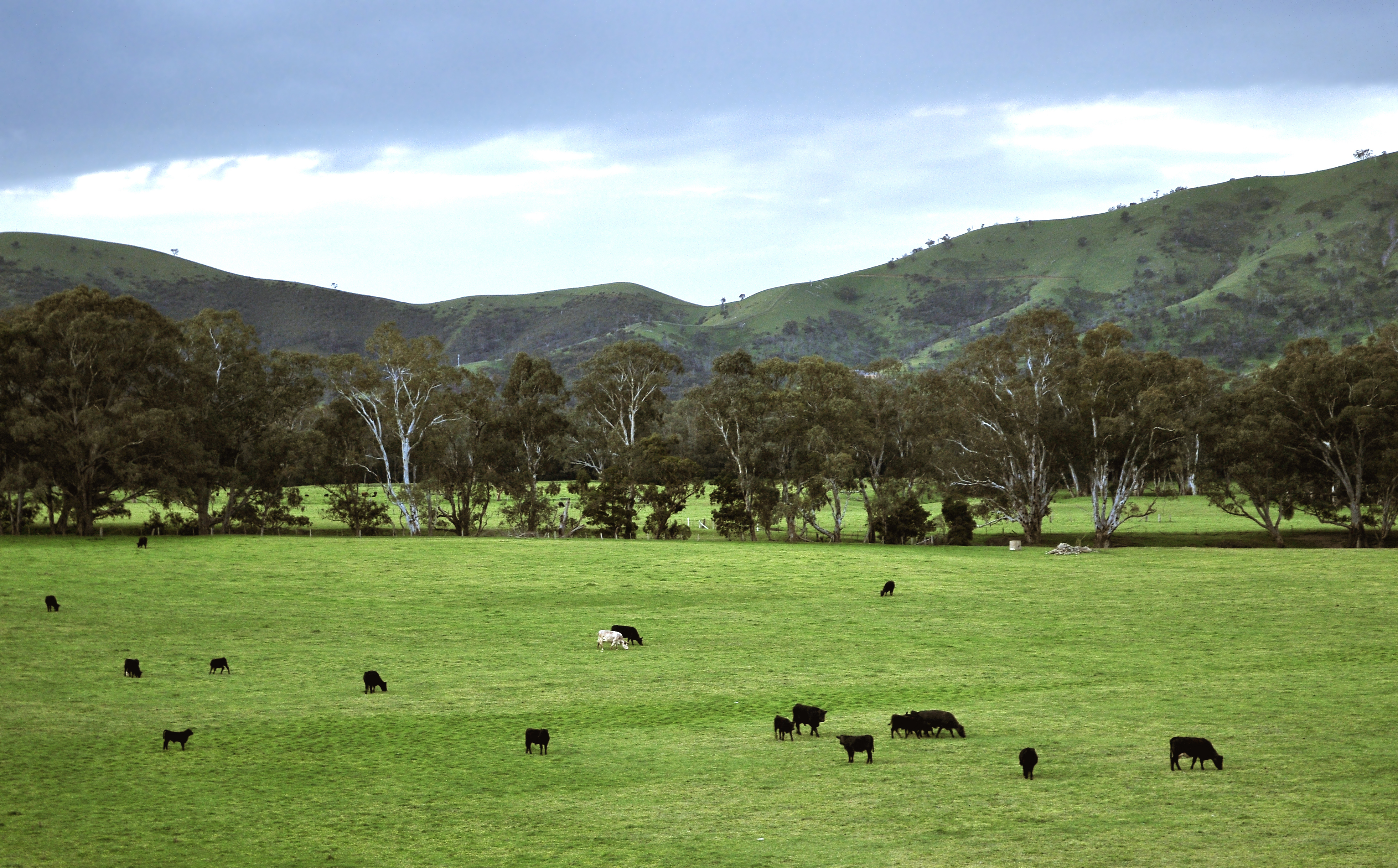
Ganado vacuno pastando en un prado en Trawool, Victoria

### Agricultura

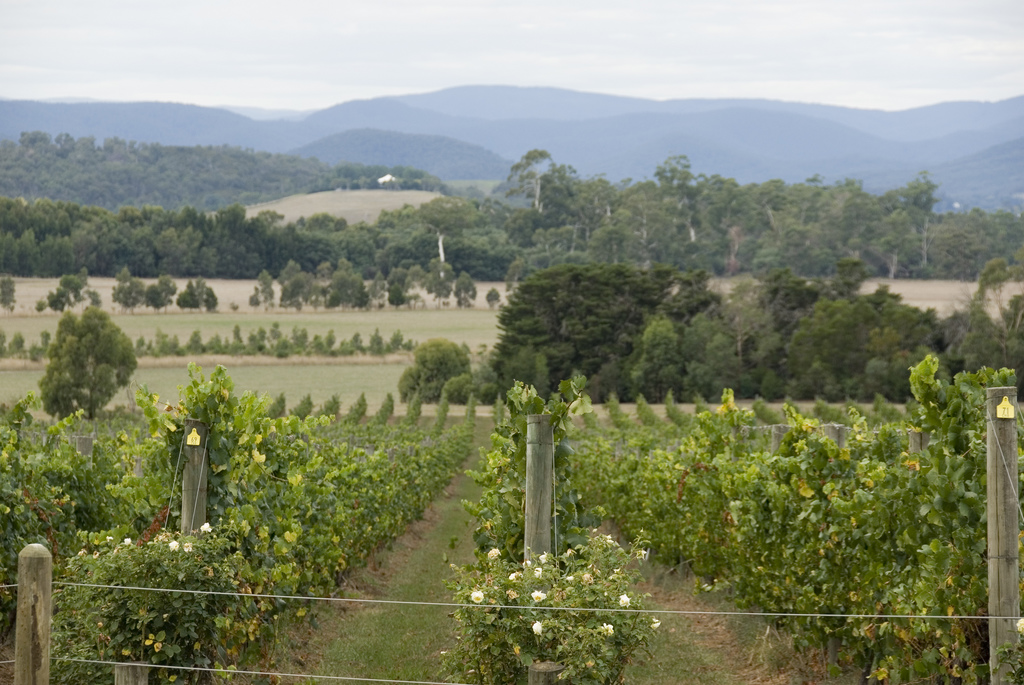
Viñedo en el Valle de Yarra

Victoria es el segundo mayor productor agrícola de Australia en valor bruto de producción, lo que representa alrededor del 25 % de la producción total de alimentos del país. Hay 67 600 personas empleadas en la industria agrícola, lo que la convierte en el sexto mayor empleador del estado. Hay alrededor de 21 600 granjas en el estado, que gestionan más de 11,4 millones de hectáreas, es decir, el 50 % de la superficie total del estado, de las cuales el 40 % se utiliza para el cultivo y el 50 % para el pastoreo. Las granjas de Victoria producen casi el 90 % de las peras australianas y un tercio de las manzanas. Los principales cultivos hortícolas son los espárragos, el brócoli, las zanahorias, las patatas y los tomates.
Más de 14 millones de ovejas y 5 millones de corderos pastan en más del 10 % de las granjas de Victoria, principalmente en el norte y el oeste del estado. La raza estándar Pgt 126 fue la raza más común de roya del tallo (Puccinia graminis f. sp. tritici) aquí entre 1929 y 1941, al igual que en toda Australia.  Detectada por primera vez en Tasmania en 1954, la raza estándar 21 fue la más común al año siguiente en este estado, en la parte sur de Nueva Gales del Sur y en Tasmania. Se sabe que la roya de la hoja (P. triticina) ha estado presente aquí, y en todo el continente, al menos desde la colonización europea. El patotipo 104-2,3,(6),(7),11 de P. triticina se encontró por primera vez aquí en 1984 y ha contribuido a las poblaciones desde entonces. Se considera extraño en Australia debido a una diferencia en la patogenicidad y a su alelo Pgm2 c único.
Las granjas de Victoria producen casi el 90 % de las peras australianas y un tercio de las manzanas. También es líder en la producción de frutas de hueso (Prunus). Los principales cultivos hortícolas son los espárragos, el brócoli, las zanahorias, las patatas y los tomates. El año pasado se produjeron 121 200 toneladas métricas (133 600 toneladas cortas) de peras y 270 000 toneladas métricas (300 000 toneladas cortas) de tomates. Más de 14 millones de ovejas y 5 millones de corderos pastan en más del 10 % de las granjas de Victoria, principalmente en el norte y el oeste del estado. En 2004, se sacrificaron casi 10 millones de corderos y ovejas para el consumo local y la exportación. Victoria también exporta ovejas vivas a Oriente Medio para el consumo de carne y al resto del mundo para la cría. También se produjeron más de 108 000 toneladas métricas (119 000 toneladas cortas) de lana, lo que supone una quinta parte del total australiano.
Victoria es el centro de la ganadería lechera en Australia. Alberga el 60 % de los 3 millones de vacas lecheras de Australia y produce casi dos tercios de la leche del país, casi 6400 millones de litros (1700 millones de galones estadounidenses). El estado también cuenta con 2,4 millones de vacas de carne, con más de 2,2 millones de vacas y terneros sacrificados cada año. 

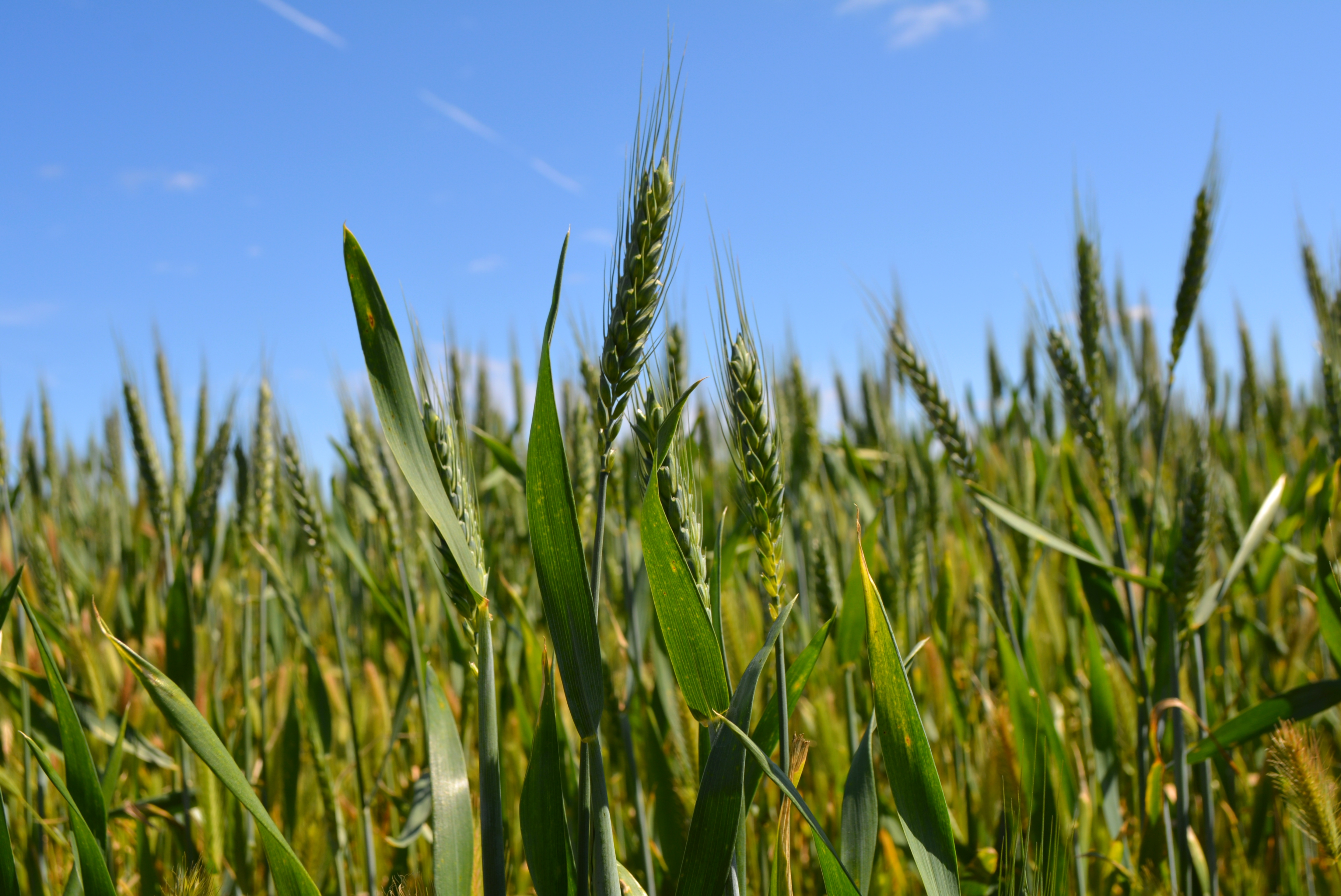
Campos de trigo en Victoria, Australia

En 2003-2004, las tripulaciones pesqueras comerciales y la industria acuícola de Victoria produjeron 11 634 toneladas métricas (12 824 toneladas cortas) de marisco por un valor de casi 109 millones de dólares australianos. El abulón de labios negros es el principal producto de la captura, con un valor de 46 millones de dólares australianos, seguido de la langosta del sur, con un valor de 13,7 millones de dólares australianos. La mayor parte del abulón y la langosta se exporta a Asia.
La mayor parte de Australia, incluido este estado, impuso una moratoria sobre la colza transgénica en 2003 para considerar los aspectos positivos y negativos. Tras su consideración, la prohibición se levantó en 2008 y el estado elaboró una revisión de los efectos de la moratoria y los efectos económicos y de otro tipo que se esperaban de la adopción o no adopción de la colza transgénica. El gobierno calcula un beneficio de 45 dólares australianos por hectárea (18 dólares por acre) por temporada con respecto a los métodos convencionales.
A finales de 2019 comenzó la pandemia de COVID-19, y la agricultura australiana se vio muy afectada por los problemas que esto supuso para la cadena de suministro. La escasez de espacio de carga y la interrupción de las compras por el Año Nuevo chino fueron especialmente dolorosas, ya que China es el mayor mercado de exportación de Australia y un comprador especialmente importante de marisco vivo. En 2022 hay casi 100 granjas de fresas aquí, la mayoría cerca del centro de Melbourne, en el valle de Yarra. Están representadas por la organización Victorian Strawberries, que recomienda variedades para la producción.

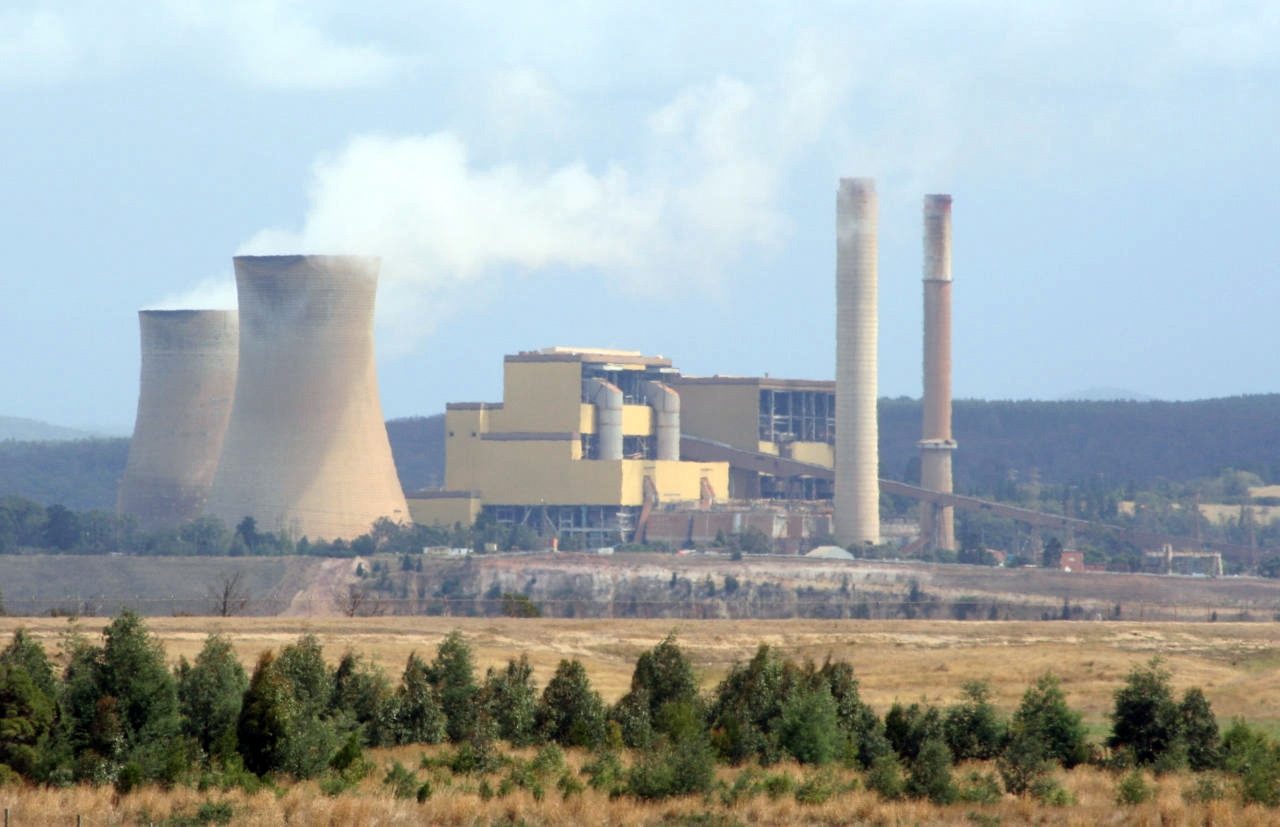
Central eléctrica Yallourn W, Victoria, Australia

### Manufactura
Victoria cuenta con una diversa gama de empresas manufactureras y Melbourne es considerada la ciudad industrial más importante de Australia. El auge manufacturero posterior a la Segunda Guerra Mundial fue impulsado por la inversión internacional, atraída al estado por la disponibilidad de terrenos baratos cerca de la ciudad y energía económica del Valle de Latrobe. Victoria produjo el 26.4% del total de la producción manufacturera en Australia en 2015-16, detrás de Nueva Gales del Sur con el 32.4%.
La fabricación de maquinaria y equipo es la actividad manufacturera más valiosa del estado, seguida por los productos alimenticios y bebidas, petroquímicos y químicos. Las plantas de fabricación prominentes en el estado incluyen las fundiciones de aluminio de Portland y Point Henry, propiedad de Alcoa; las refinerías de petróleo de Geelong y Altona; una importante instalación petroquímica en Laverton; y CSL, con sede en Victoria, una compañía global de biotecnología que produce vacunas y productos plasmáticos, entre otros. Victoria también desempeña un papel importante en el suministro de bienes para la industria de defensa.
Victoria depende proporcionalmente de la manufactura más que cualquier otro estado en Australia, constituyendo el 8.6% del producto estatal total; ligeramente superior a Australia del Sur con el 8.0%. Sin embargo, esta proporción ha estado disminuyendo durante tres décadas; en 1990, en el momento de la recesión de principios de los años 90, la manufactura constituía el 20.3% del producto estatal total. La producción manufacturera alcanzó su punto máximo en términos absolutos en 2008, llegando a $28.8 mil millones y ha disminuido lentamente durante la década hasta $26.8 mil millones en 2016 (−0.77% anual). Desde 1990, el empleo manufacturero también ha disminuido tanto en términos agregados (de 367,700 a 274,400 trabajadores) como proporcionales (del 17.8% al 9.0%). La fortaleza del dólar australiano como resultado del auge minero de la década de 2000, la pequeña población y el aislamiento, la alta base salarial y el cambio general de la producción manufacturera hacia los países en desarrollo han sido citados como algunas de las razones de este declive.
Históricamente, Victoria ha sido un centro para las plantas de fabricación de las principales marcas de automóviles Ford, Toyota y Holden; sin embargo, los anuncios de cierre de las tres compañías en la década de 2010 han significado que Australia perderá completamente su industria de fabricación de automóviles para fines de 2017. El anuncio de Holden ocurrió en mayo de 2013, después de la decisión de Ford en diciembre del año anterior (las plantas de Ford en Victoria, en Broadmeadows y Geelong, cerraron en octubre de 2016). Toyota hizo lo mismo en febrero de 2014 con un anuncio esperado, ya que sin Holden o Ford, las cadenas de suministro locales tendrían dificultades para crear las economías de escala necesarias para abastecer a un solo fabricante.

### Míneria
La minería en Victoria contribuye con aproximadamente 6 mil millones de dólares australianos al producto bruto estatal (alrededor del 2 %), pero emplea a menos del 1 % de los trabajadores.  La industria minera de Victoria se concentra en minerales para producción de energía, siendo el lignito (carbón marrón), el petróleo y el gas responsables de casi el 90 % de la producción local. Las industrias petrolera y gasífera se encuentran frente a la costa de Gippsland, en el este del estado, mientras que la extracción de carbón marrón y la generación de energía se concentran en el Valle de Latrobe.
En 1985, la producción de petróleo en la cuenca marina de Gippsland alcanzó su pico, con un promedio anual de 450,000 barriles (72,000 m³) por día. En 2005–2006, la producción diaria promedio descendió a 83,000 barriles (13,200 m³) por día, pero a pesar del descenso, Victoria aún producía cerca del 19.5 % del petróleo crudo de Australia. En el año fiscal 2005–06, la producción diaria promedio de gas superó los 

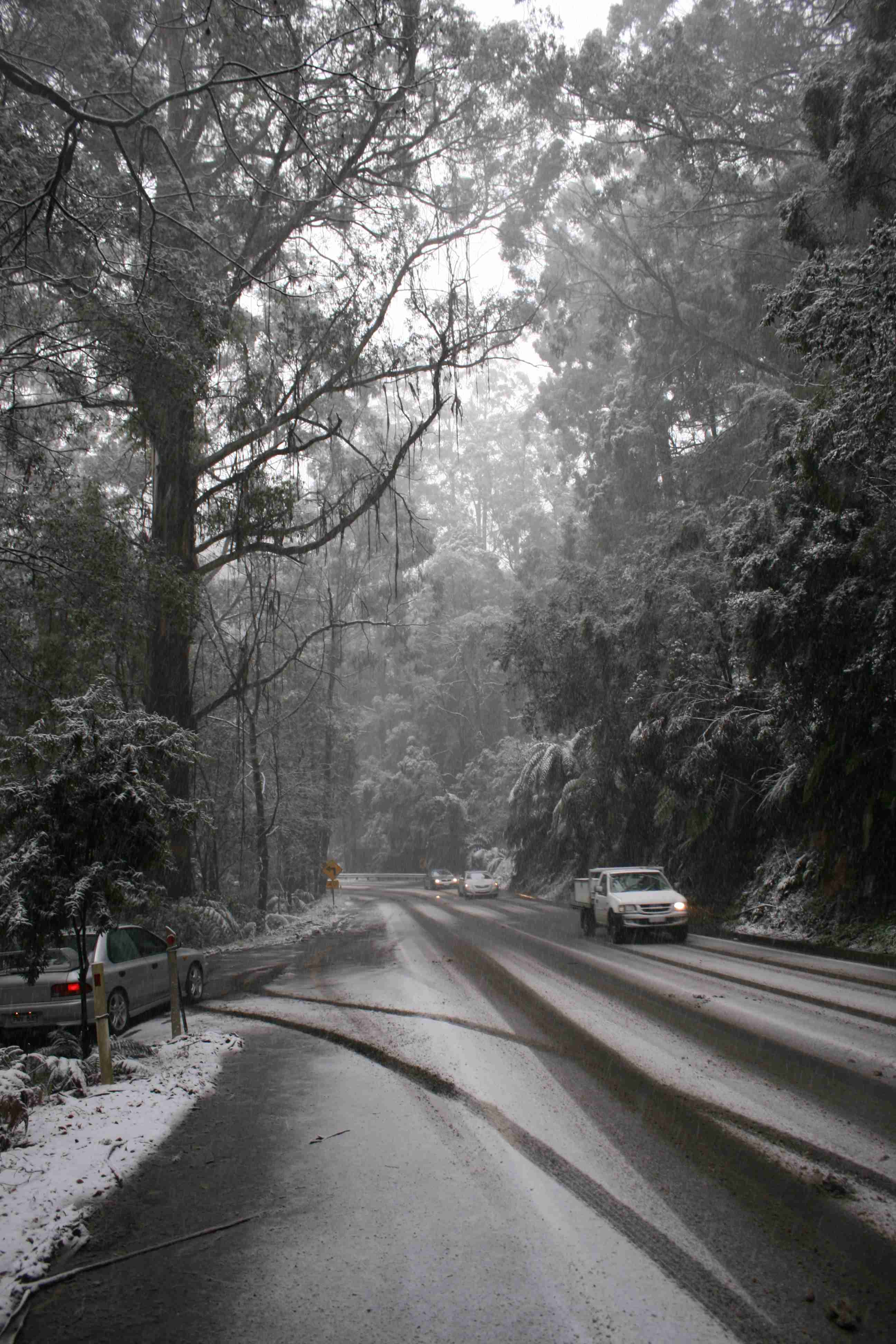
Nieve en Sassafras, Victoria, Australia, 10 de agosto de 2008

700 millones de pies cúbicos (20,000,000 m³), representando el 18 % de las ventas nacionales de gas, con una demanda que crecía al 2 % anual.  Como resultado de campañas sociales, en 2014 se prohibió la exploración y producción de gas en tierra firme en Victoria; esta prohibición fue parcialmente levantada en 2021, pero el estado mantiene una prohibición constitucional sobre la fracturación hidráulica (fracking).
El lignito es el mineral líder en Victoria, con 66 millones de toneladas extraídas cada año para generación eléctrica en el Valle de Latrobe, Gippsland. La región alberga las mayores reservas conocidas de lignito en el mundo.  Pese a ser el centro histórico de la fiebre del oro australiana, Victoria solo aporta el 1 % de la producción nacional de oro. Además, produce cantidades limitadas de yeso y caolín. La producción aurífera de Victoria proviene principalmente de las minas de Fosterville y Stawell.

### Turismo
El turismo es una industria importante en el estado de Victoria, Australia.  La segunda ciudad más poblada del país, Melbourne, recibió 2.7 millones de visitantes internacionales con pernocta y 9.3 millones de visitantes nacionales con pernocta durante el año que finalizó en diciembre de 2017. Nombrada la ciudad más habitable del mundo entre 2011 y 2017, su cultura y estilo de vida se han promovido internacionalmente, lo que generó un crecimiento promedio anual del 10 % en visitantes internacionales en los cinco años previos a 2017.
Algunos destinos turísticos destacados en Victoria son:

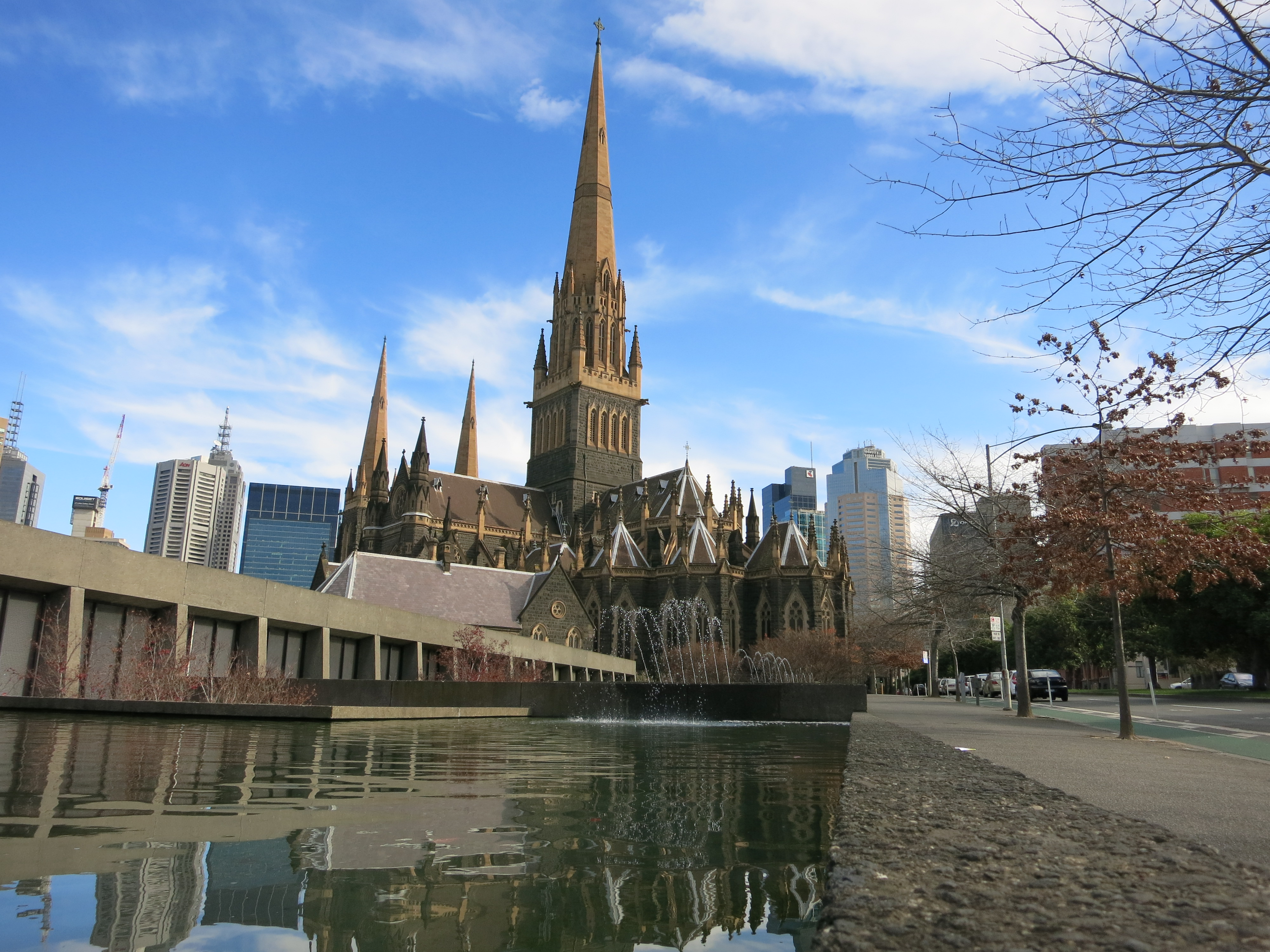
Catedral de San Patricio en Melbourne

- Catedral de San Patricio en MelbourneMelbourne: la metrópolis y sus suburbios del centro (también conocidos por el turismo de compras), junto con atracciones como el Zoológico de Melbourne, el Museo de Melbourne, el Acuario de Melbourne y Scienceworks. Áreas turísticas como Docklands, Southbank y St Kilda; íconos culturales y deportivos como el Arts Centre Melbourne, el East End Theatre District, la Galería Nacional de Victoria, el Melbourne Cricket Ground (MCG), y la Torre Eureka con su mirador Skydeck 88, el más alto del hemisferio sur.
- Costa de Victoria: más de 2000 km de litoral con cientos de playas.
- Región de Goldfields: ciudades históricas como Ballarat, Beechworth, Bendigo, Castlemaine, Maldon y Daylesford.
- Atracciones naturales: Los Doce Apóstoles, el Promontorio de Wilson, las Grampians, los pingüinos hada (especialmente en Phillip Island y St Kilda), las Cuevas de Buchan y los Lagos de Gippsland.
- Dandenong Ranges: en especial el tren turístico Puffing Billy Railway.

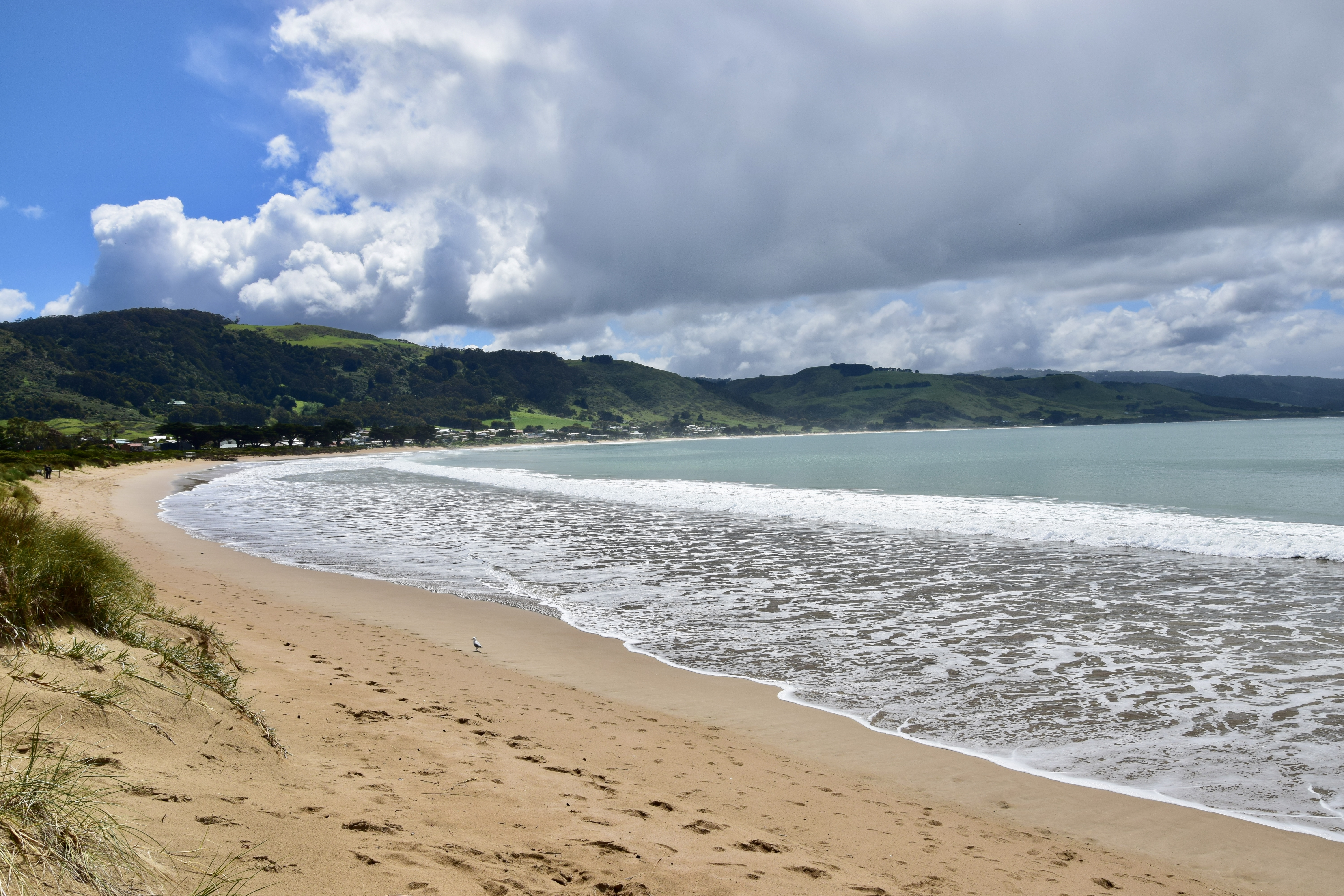
Playa de Apollo Bay

- Playa de Apollo BaySantuario de Healesville: especializado en especies australianas locales.
- Ríos y lagos: pueblos en el río Murray y la región de Riverina como Echuca y Mildura (incluyen esquí acuático).
- Geelong: su famoso Waterfront, la playa Eastern Beach y la calle Pakington Street en Geelong West.
- Península de Bellarine: viñedos y pueblos turísticos históricos como Queenscliff, Drysdale y Portarlington.
- Werribee: Mansión Werribee Park y el zoológico Werribee Open Range Zoo.
- Surf Coast: playas famosas como Bells Beach, Torquay y Lorne.
- Península de Mornington: conocida por sus bodegas en Red Hill y playas escondidas en Mount Eliza, Mornington, The Pillars en Mount Martha, Arthur’s Seat y las atracciones costeras de Portsea, Sorrento y Flinders.
- Valle de Yarra: en especial el Santuario de Healesville y las bodegas.Otoño en la finca TarraWarra en el valle de Yarra

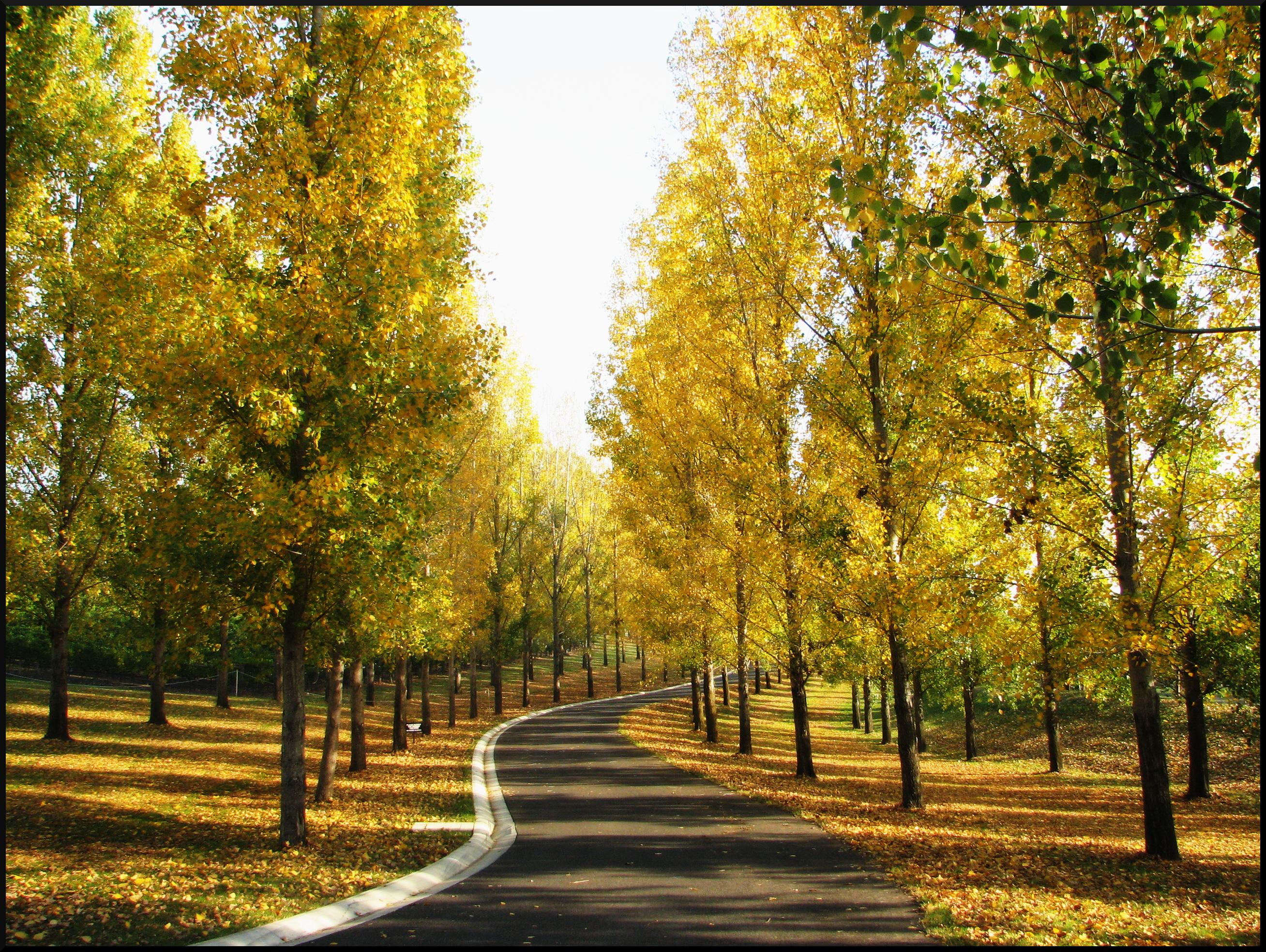
Otoño en la finca TarraWarra en el valle de Yarra

- Gran Ruta Oceánica (Great Ocean Road): incluye los Doce Apóstoles, pueblos históricos como Port Fairy y Portland, acantilados y avistamiento de ballenas, y pueblos turísticos como Lorne.
- Región Alpina de Victoria: parte de los Alpes Australianos, ideal para esquí.
- Tierras Altas Centrales: conocidas como “High Country”, ideales para deportes de invierno y senderismo.
- Regiones vinícolas: distribuidas por todo el estado.
- Actividades turísticas populares: vuelo libre, parapente, paseos en globo aerostático y buceo.
- Eventos destacados: V8 Supercars y el Gran Premio de Motociclismo de Australia en Phillip Island, el Grand Annual Steeplechase en Warrnambool, el Airshow Internacional de Australia en Avalon, y numerosos festivales como el Port Fairy Folk Festival, el Queenscliff Music Festival, el Pako Festa en Geelong West, el Bells Beach Surf Classic y el Bright Autumn Festival, entre otros.

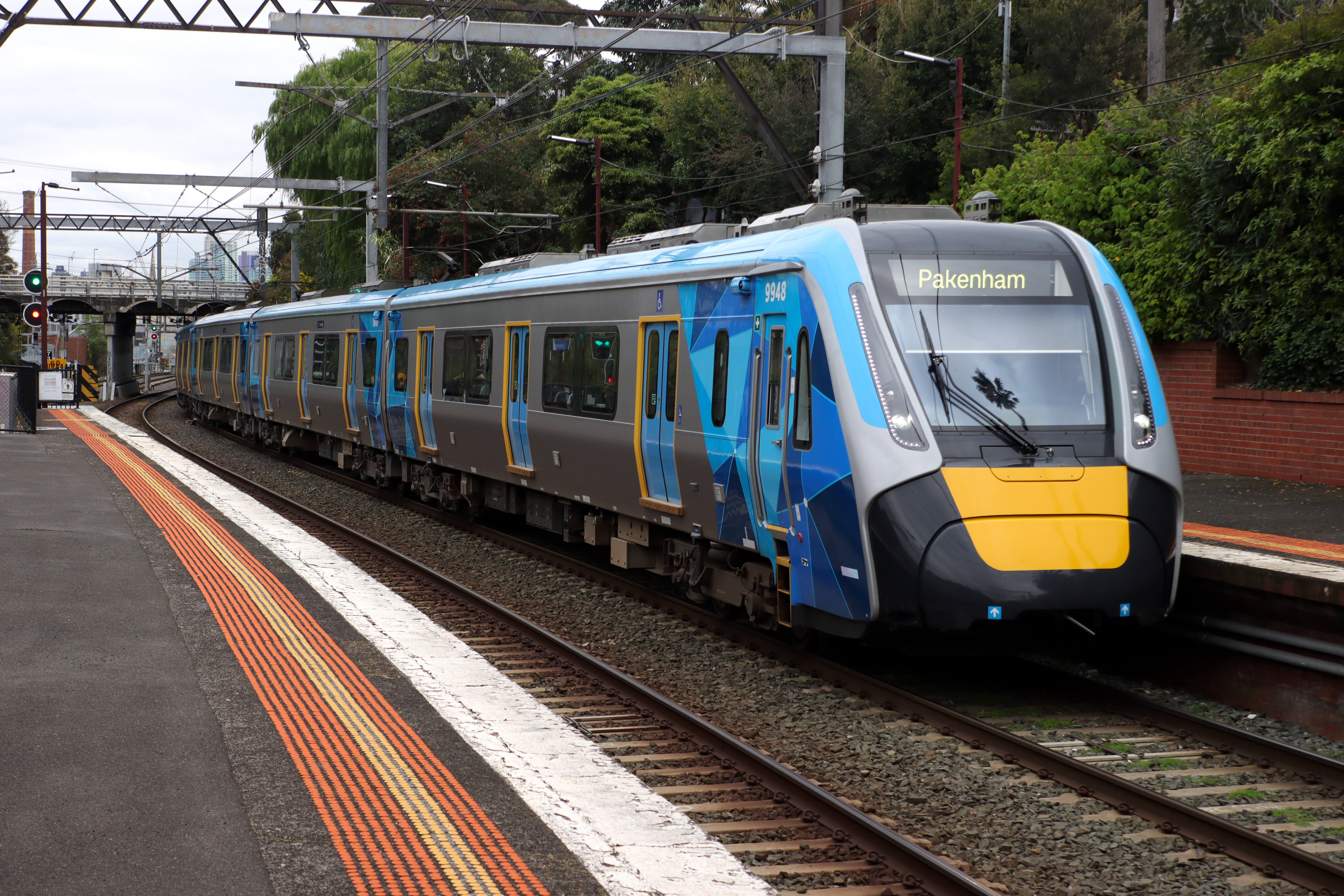
Un tren metropolitano de alta capacidad en la red ferroviaria urbana de Melbourne, operado por Metro Trains Melbourne.

## Transporte
Victoria tiene la mayor densidad de población de todos los estados de Australia, con centros poblados distribuidos por casi todo el territorio; solo el extremo noroeste y los Alpes de Victoria carecen de asentamientos permanentes. Desde octubre de 2013, está prohibido fumar tabaco en áreas cubiertas de estaciones de tren, paradas de tranvía y autobús, así como el uso de cigarrillos electrónicos. Entre 2012 y 2013 se emitieron 2002 notificaciones de infracción. El gobierno estatal anunció en octubre de 2013 un plan para prohibir el tabaquismo en todas las plataformas ferroviarias y paradas de tranvía elevadas del estado.
La red vial de Victoria da servicio a los centros poblacionales, con autopistas que generalmente irradian desde Melbourne y otras grandes ciudades y centros rurales, conectadas entre sí por carreteras secundarias. Muchas de estas autopistas están construidas con estándar de autovía (“autopistas M”), mientras que la mayoría están pavimentadas y son de calidad razonable.
El transporte ferroviario en Victoria está provisto por varios operadores privados y públicos que operan sobre líneas propiedad del gobierno. Los principales operadores incluyen:

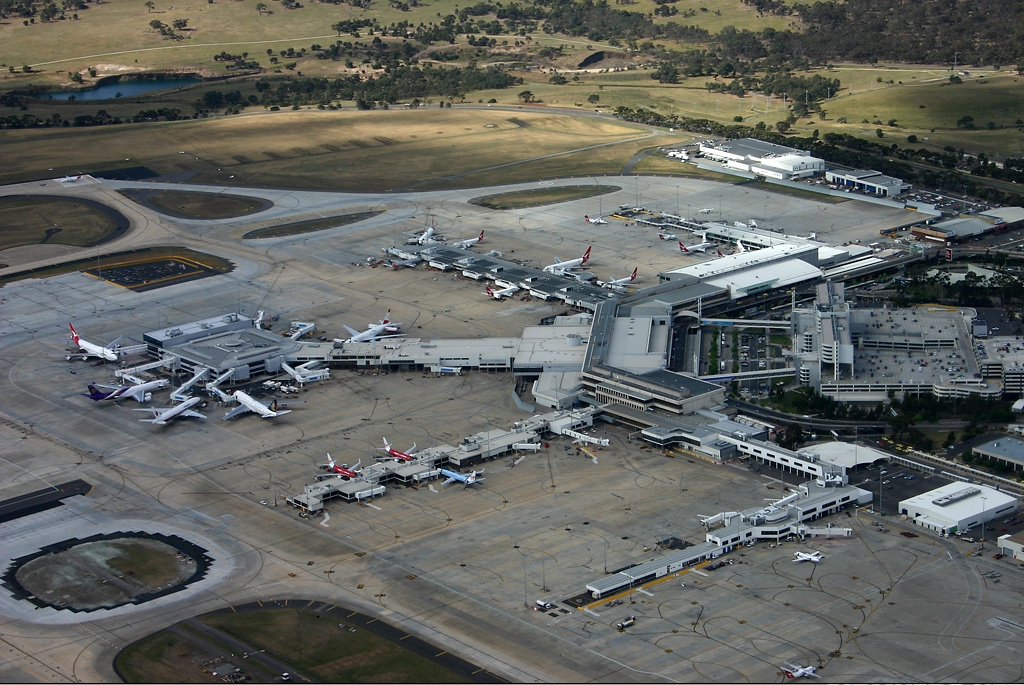
Aeropuerto internacional de Melbourne

- Aeropuerto internacional de MelbourneMetro Trains Melbourne: gestiona un sistema extenso, electrificado y de pasajeros en Melbourne y sus suburbios.
- V/Line: actualmente propiedad del Gobierno de Victoria, presta servicios concentrados a los principales centros regionales, además de ofrecer rutas de larga distancia en otras líneas.
- Pacific National y CFCL Australia: operan servicios de carga.
- Great Southern Rail: opera el tren The Overland entre Melbourne y Adelaida.
- NSW TrainLink: opera los trenes XPT entre Melbourne y Sídney.

También existen varios operadores de carga más pequeños y numerosos ferrocarriles turísticos que utilizan líneas que anteriormente formaban parte de un sistema estatal. Las líneas victorianas utilizan principalmente ancho de vía de 1.600 mm (5 pies 3 pulgadas). Sin embargo, las rutas interestatales principales y algunas líneas de carga en el norte y oeste del estado han sido convertidas al ancho estándar de 1.435 mm (4 pies 8½ pulgadas). Dos ferrocarriles turísticos operan con ancho estrecho de 760 mm (2 pies 6 pulgadas), restos de cinco líneas anteriormente estatales que se construyeron en zonas montañosas.

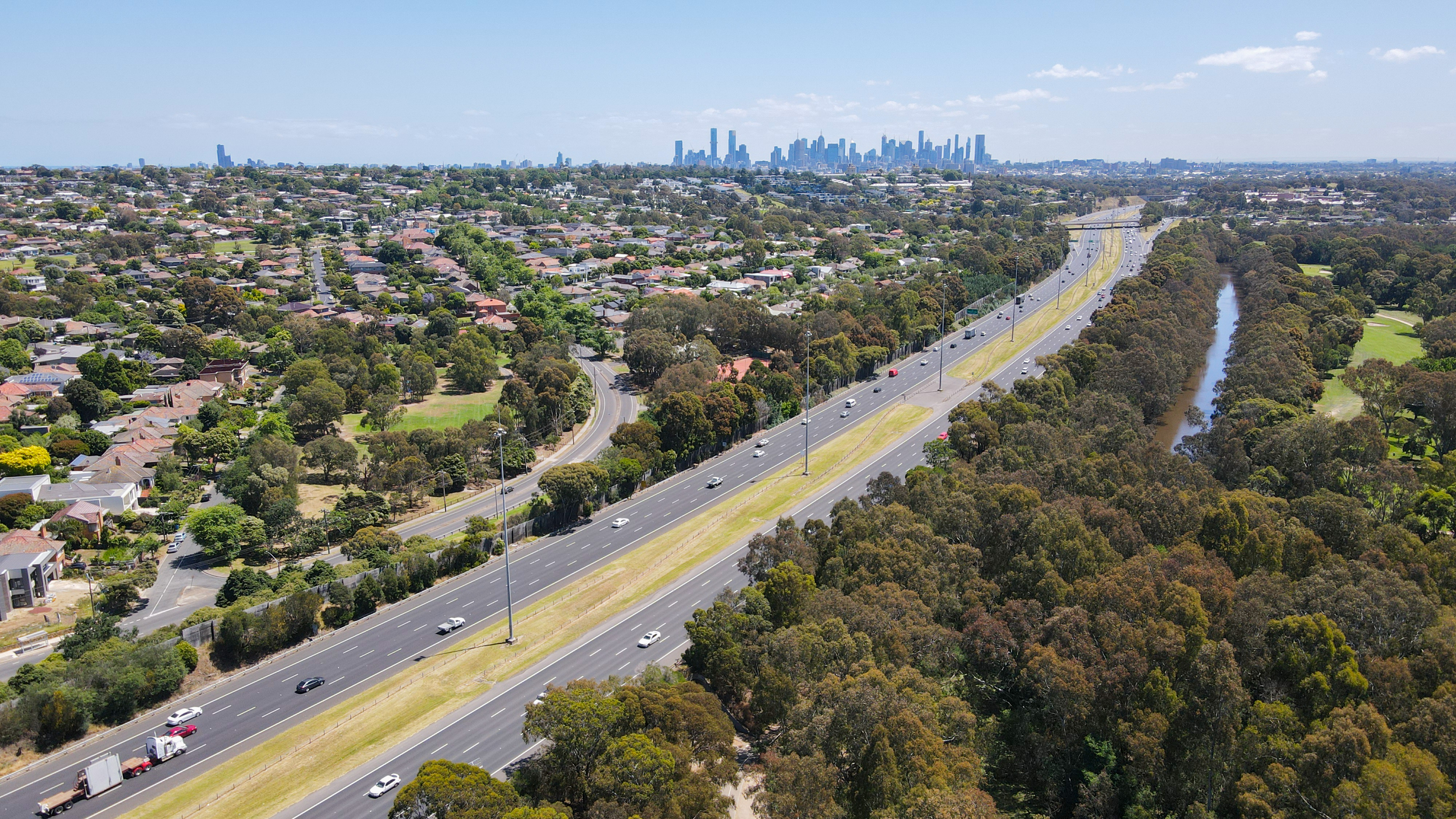
La Autopista Eastern Freeway

Melbourne posee la red de tranvías más grande del mundo, actualmente gestionada por Yarra Trams. Además de ser una forma popular de transporte público, los tranvías se han convertido en una atracción turística destacada de la ciudad. También circulan tranvías turísticos en partes de los sistemas antiguos de Ballarat y Bendigo. Hay museos de tranvías en Bylands, Haddon y Hawthorn.
El Aeropuerto de Melbourne es el principal punto de entrada doméstico e internacional del estado. Avalon Airport es el segundo aeropuerto más activo del estado, complementando a los aeropuertos de Essendon y Moorabbin que gestionan el resto del tráfico aéreo de Melbourne. Los aeropuertos de Hamilton, Mildura, Mount Hotham y Portland ofrecen vuelos nacionales programados. Además, hay al menos 27 otros aeropuertos en el estado que no cuentan con vuelos regulares.
El Puerto de Melbourne es el más grande de Australia en carga contenerizada y carga general. Está ubicado en la desembocadura del río Yarra, en la cabecera de la bahía de Port Phillip. Otros puertos se encuentran en Westernport, Geelong y Portland.

## Servicios públicos

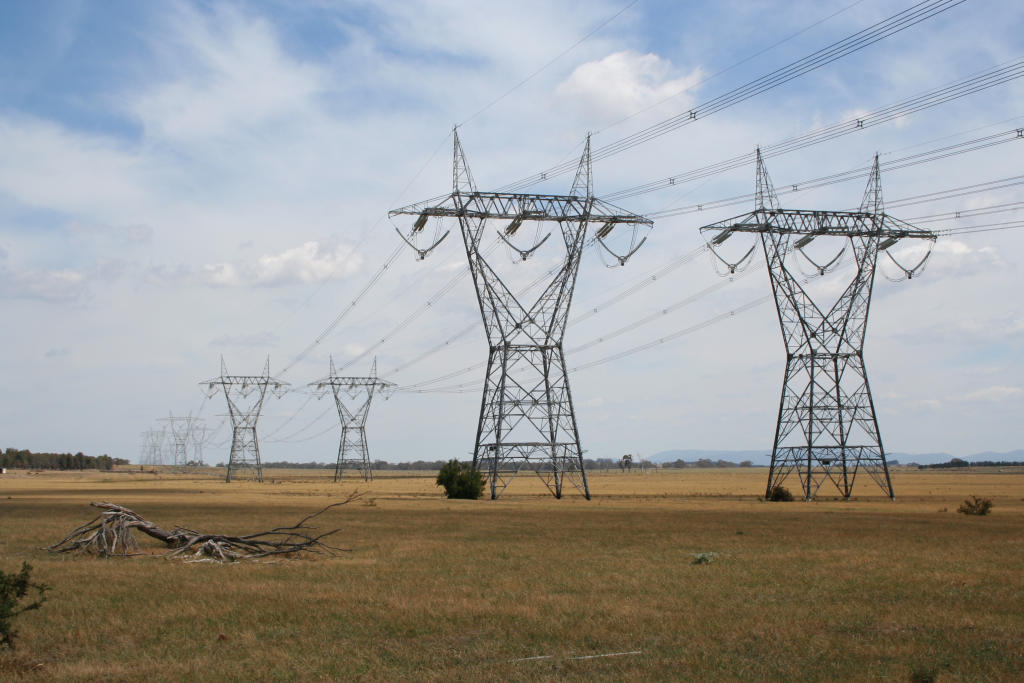
Líneas de transmisión de 500 kilovoltios al norte de Melbourne

### Energía
Los principales servicios públicos de Victoria incluyen un conjunto de centrales eléctricas de carbón pardo, particularmente en el Valle de Latrobe. Una de ellas fue la recientemente desmantelada Central Eléctrica de Hazelwood, que ocupaba el puesto número 1 en la lista mundial de centrales eléctricas menos eficientes en carbono. El gobierno de Victoria tiene como objetivo reducir 40.6 megatoneladas de emisiones de gases de efecto invernadero para 2025.

### Electricidad
Los primeros suministros de electricidad a Melbourne fueron generados y distribuidos por varias empresas privadas y compañías municipales de generación y distribución. La principal central eléctrica municipal de Victoria estaba operada por el Ayuntamiento de Melbourne, que generaba electricidad desde su central eléctrica de Spencer Street, inaugurada en 1892, para los residentes de la ciudad, además de ser proveedor mayorista de otros distribuidores municipales. La principal empresa privada era Melbourne Electric Supply Company, fundada en 1899. Esta empresa operaba la central eléctrica de Richmond, inaugurada en 1891, y la central eléctrica de Geelong. Operaba bajo acuerdos de franquicia con varias distribuidoras municipales. El último gran generador de electricidad fue Victorian Railways, que en 1918 inauguró la central eléctrica de Newport, la más grande del área urbana, para suministrar electricidad como parte de la electrificación de los trenes suburbanos de Melbourne. Todos estos primeros generadores dependían del suministro de combustible de la industria del carbón negro de Nueva Gales del Sur, propensa a las huelgas.
En vísperas de las elecciones estatales de Victoria de 2022, el primer ministro laborista Daniel Andrews se comprometió a revitalizar la Comisión Estatal de Electricidad en caso de ser reelegido. El gobierno tendría una participación del 51% en la nueva Comisión Estatal de Electricidad.

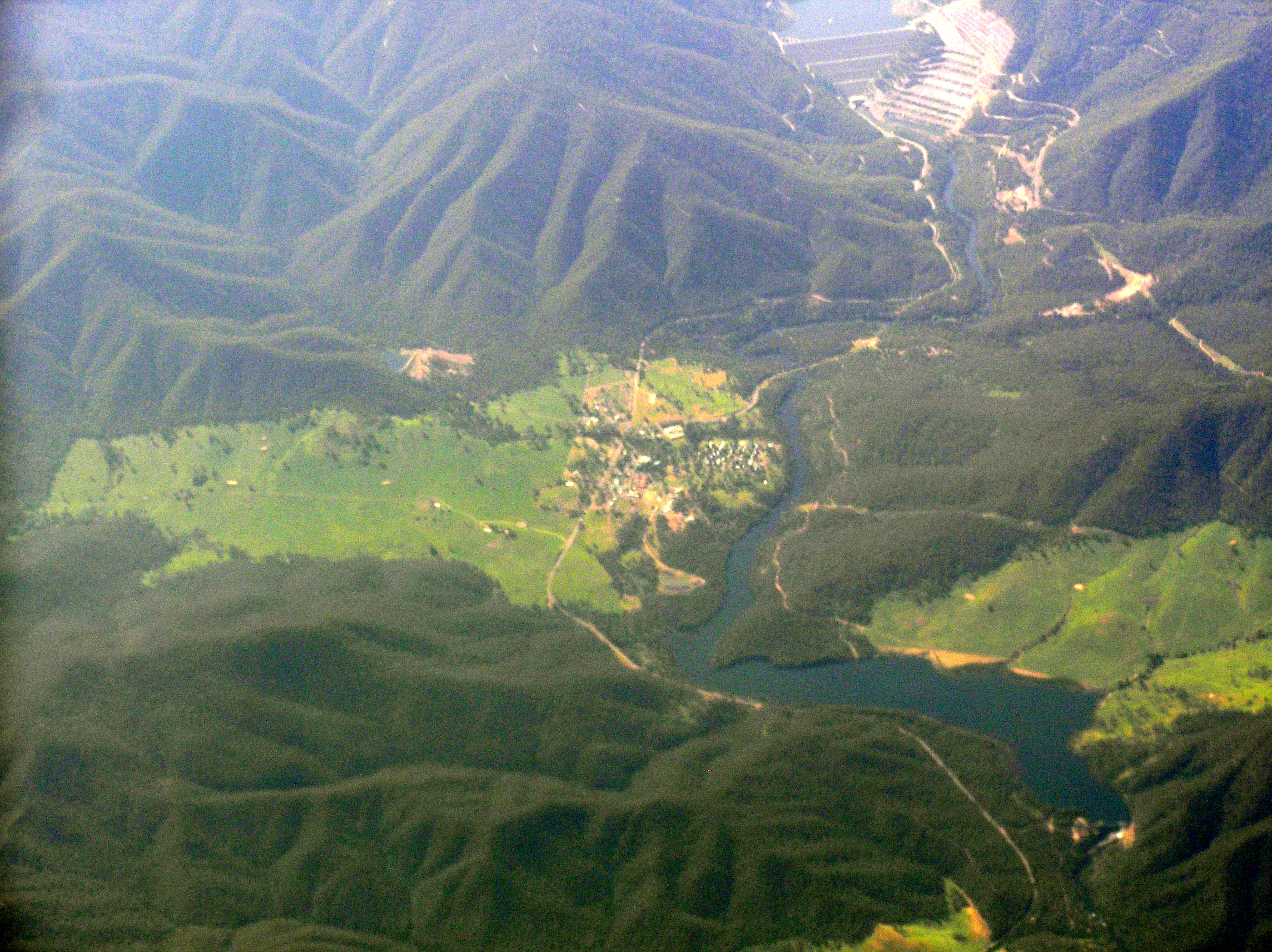
Represa de Dartmouth

Andrews se comprometió a enmendar la constitución estatal para proteger la propiedad pública de la renovada Comisión Estatal de Electricidad en caso de ser reelegido, con el fin de dificultar, aunque no imposibilitar, su privatización en el futuro. Reprivatizar la comisión tras dicha legislación requeriría una "mayoría especial" del 60% tanto de la Asamblea Legislativa como del Consejo Legislativo, una situación que ya existe para cualquier posible privatización de los servicios de agua en Victoria según la Constitución de Victoria.

### Hidroelectricidad
Victoria cuenta con un sistema de generación de energía hidroeléctrica limitado debido a la escasez de recursos hídricos.
El Plan Hidroeléctrico Rubicón, finalizado por la SECV en 1924, fue un componente importante de la red eléctrica estatal en aquel entonces. Posteriormente, le siguió el Plan Hidroeléctrico Kiewa, construido entre 1938 y 1961; la Central Eléctrica de Eildon, en 1956; la participación de Victoria en el Plan de las Montañas Snowy, construido entre las décadas de 1950 y 1970; y la Central Eléctrica de Dartmouth, en 1981. La expansión hidroeléctrica más reciente en Victoria fue la Central Eléctrica de Bogong, una ampliación de 95 MW del plan Kiewa, finalizada en 2009.
Actualmente no existen propuestas para la expansión de la energía hidroeléctrica en Victoria. El plan de almacenamiento por bombeo Snowy 2.0 en Nueva Gales del Sur proporcionará hidroelectricidad despachable adicional mediante interconexiones eléctricas interestatales.

### Solar
El uso de energía solar ha crecido rápidamente en Victoria, principalmente a pequeña escala, mediante la generación de energía solar en tejados conectados a la red. En 2021, el 10 % de la generación eléctrica total provino de energía solar, frente al 1,7 % en 2015.
A mediados de 2022, había más de 600 000 sistemas solares de pequeña escala (definidos como sistemas con menos de 100 kW de capacidad nominal) instalados en el estado. Estos sistemas generaron aproximadamente el 8,5 % de la generación eléctrica total de Victoria en 2021. Los sistemas solares residenciales y comerciales de pequeña escala de Australia se encuentran entre los más económicos del mundo desarrollado, sin contar los subsidios, y se han otorgado diversos subsidios estatales y federales para apoyar la adquisición de sistemas solares por parte de hogares y empresas.
En junio de 2022, había 15 parques solares de gran escala en funcionamiento en Victoria, con una capacidad nominal de 695,2 MW, y cinco más, con una capacidad de 710 MW, estaban en construcción. Se planea construir muchos más.

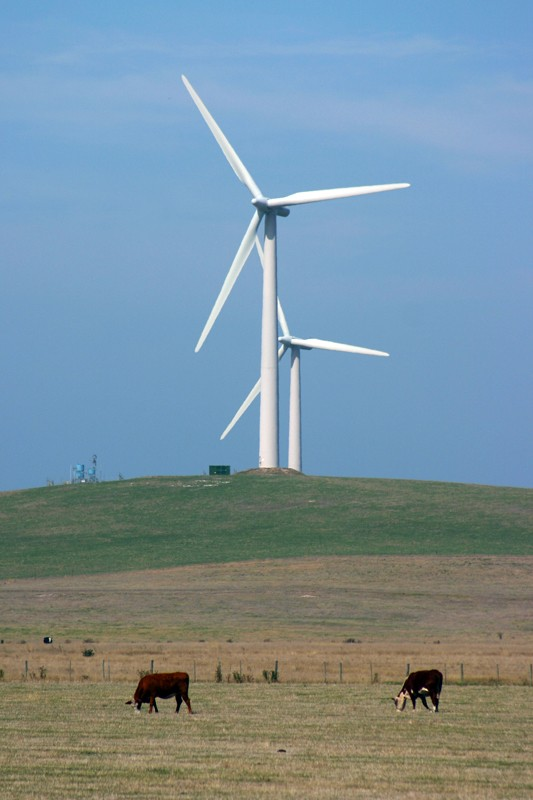
Parque Eólico de Port Fairy

### Energía Eólica
Las pruebas de energía eólica en Victoria comenzaron en 1987, cuando la Comisión Estatal de Electricidad de Victoria instaló un aerogenerador Westwind de 60 kW de capacidad en Breamlea como proyecto de demostración. El generador se vendió a un grupo privado en 1994 con la privatización de la SECV. No fue hasta principios de la década de 2000 que se inició el uso comercial de la energía eólica para generar electricidad. Los parques eólicos de Codrington, Challicum Hills y Portland fueron construidos por empresas privadas con financiación del Gobierno Estatal.
Para octubre de 2011, había ocho parques eólicos en funcionamiento con una capacidad de 428 MW. El desarrollo de nuevos parques eólicos en Victoria se complicó considerablemente tras la elección del gobierno de Baillieu, quien modificó el plan de planificación en agosto de 2011 para otorgar a cualquier propietario de terrenos en un radio de dos kilómetros el poder de veto sobre un proyecto. Esta fue una doctrina de planificación sin precedentes y, según las empresas de energía eólica, este cambio amenazó la viabilidad de la inversión en el estado.
A pesar de estos obstáculos y dificultades para la conexión a la red eléctrica, la generación eólica ha seguido expandiéndose en Victoria. En junio de 2022, Victoria contaba con aproximadamente 3,6 GW de capacidad de generación eólica. La energía eólica fue la fuente de aproximadamente el 16,3 % de la electricidad generada en Victoria en 2021. 862 MW de capacidad adicional se encontraban en fase de puesta en servicio en junio de 2022.
La mayoría de los parques eólicos de Victoria se encuentran en el suroeste de Victoria, con algunos en el sur de Gippsland.

En 2022, Victoria no contaba con generación eólica marina. El gobierno estatal se ha comprometido a adquirir al menos 2 GW de capacidad eólica marina para 2032, con objetivos a largo plazo de 4 GW para 2035 y 9 GW para 2040. Tres propuestas de proyectos de parques eólicos marinos a lo largo de la costa de Gippsland han recibido financiación preliminar para el diseño y la viabilidad.

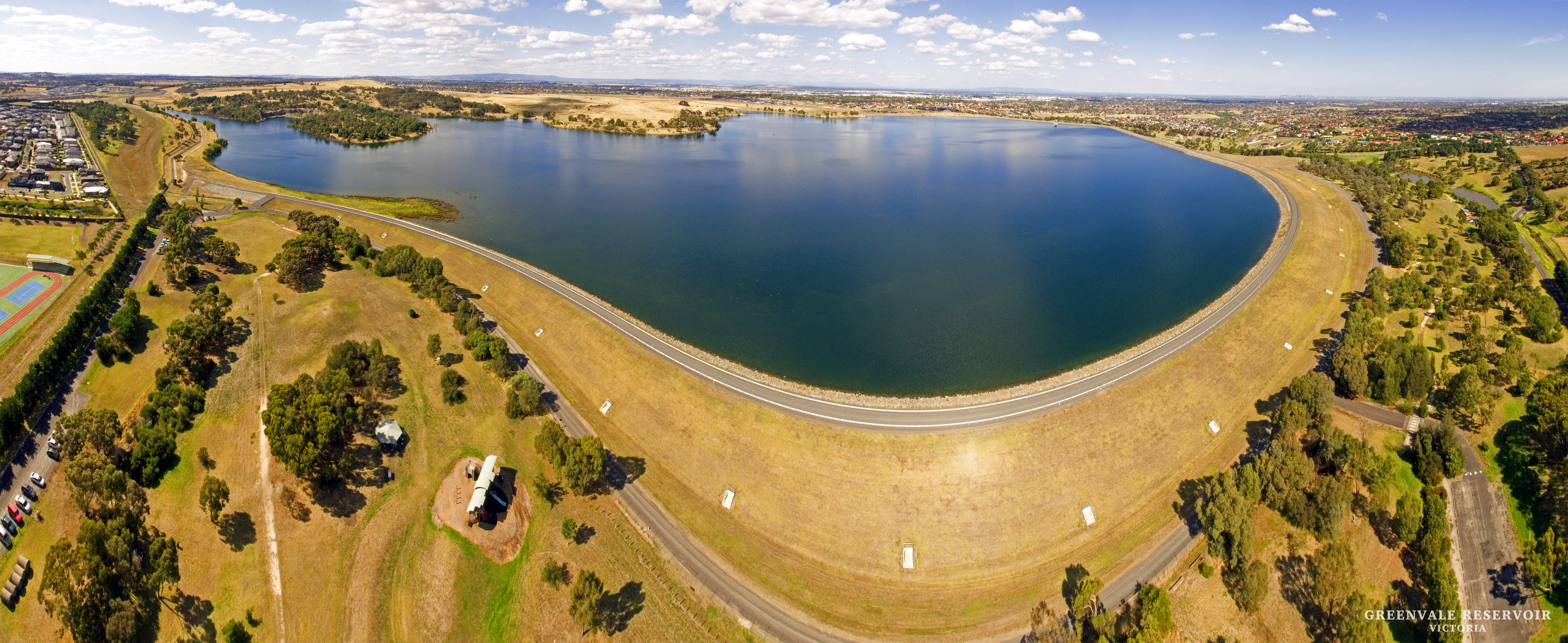
Embalse de Greenvale

### Agua
Tras las sequías de la década de 1870, se aprobó la Ley de Conservación y Distribución del Agua de 1881 para ayudar a establecer fideicomisos locales de obras hidráulicas. Esta ley permitía a los fideicomisos locales pedir fondos prestados al gobierno para la construcción de obras de suministro de agua. Los fideicomisos podían entonces cobrar tarifas de agua a los usuarios para recuperar sus costos y pagar los intereses de los préstamos.
En 1887, se estableció la Mildura Irrigation Company como una empresa privada de suministro de agua en Mildura. Tras el colapso de su empresa matriz en 1895, se convirtió en una cooperativa conocida como Mildura Irrigation Trust, que más tarde pasó a llamarse First Mildura Irrigation Trust (FMIT). Esta operó en el área de Mildura hasta 2008, cuando fue tomada por la fuerza por el gobierno victoriano.

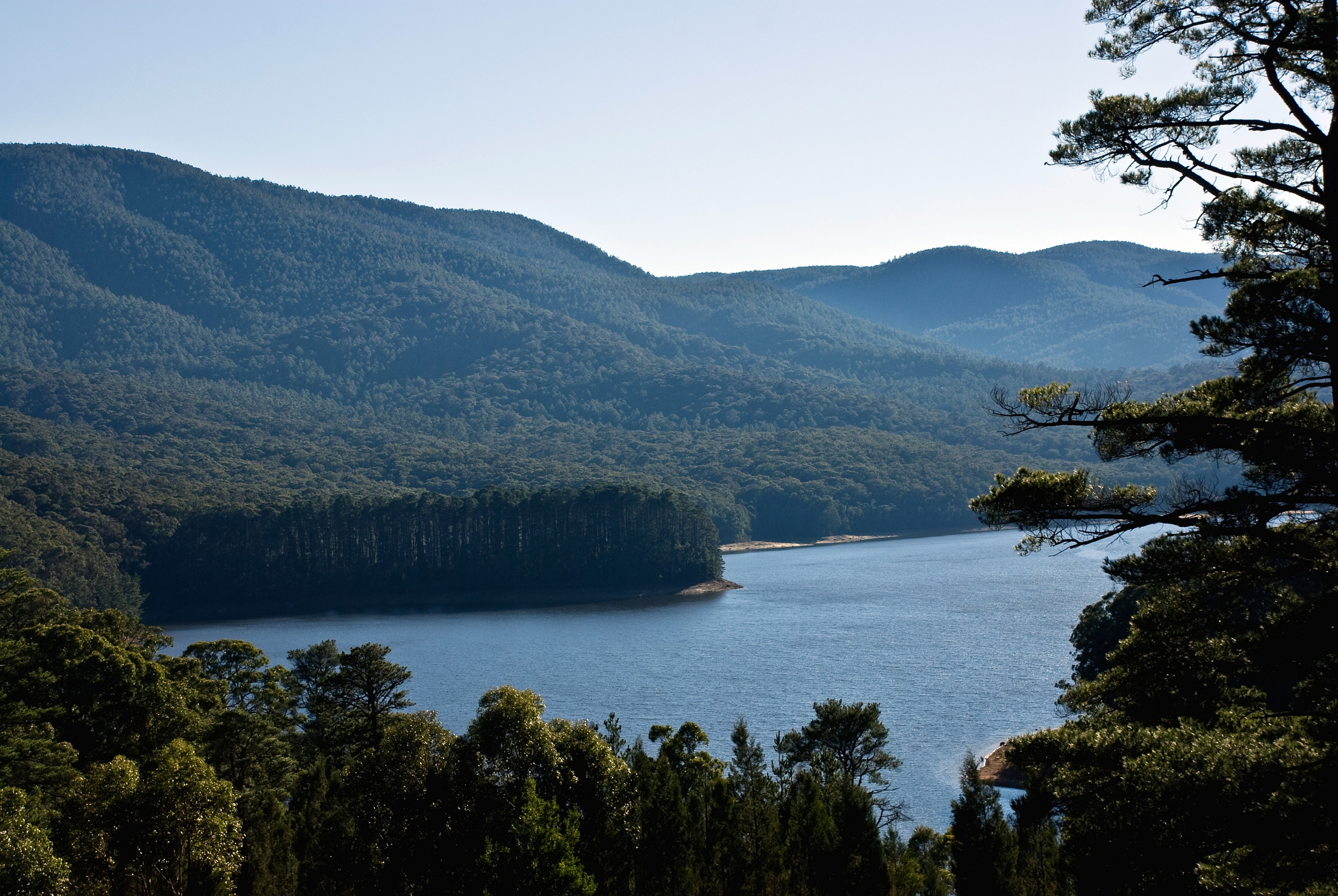
Embakse de Maroondah

En diciembre de 1889, los condados de Oakleigh, Dandenong, Moorabbin y Mornington votaron a favor de la formación de un fideicomiso de agua urbano para traer agua del área de captación de las Dandenong Ranges. Se hicieron planes para "el almacenamiento de 596.000.000 de pies cúbicos de agua, para abastecer a 39.000 personas con agua para fines domésticos" para "garantizar un suministro permanente y eficiente". Se estimó que el costo del plan sería de 41.000 libras esterlinas, siendo la contribución de cada condado Moorabbin 23.247 libras, Oakleigh 11.852 libras, Dandenong 5.000 libras y Mornington 1.000 libras. Se propuso construir tanques de almacenamiento para cada municipio para proporcionar un suministro de al menos 20.000 galones.
La Comisión Estatal de Ríos y Suministro de Agua fue creada en 1905 por la Ley del Agua de 1905 para coordinar y gestionar los recursos hídricos rurales del Estado y, finalmente, para hacerse cargo de todos los fideicomisos de agua rurales y los planes de riego de Victoria. La Comisión fue reemplazada en 1984 por la Comisión de Aguas Rurales.
El Fideicomiso Municipal de Obras Hidráulicas de Geelong fue creado en 1908 y ampliado en 1910 para convertirse en el Fideicomiso de Obras Hidráulicas y Alcantarillado de Geelong. En 1984, el fideicomiso se fusionó con otras autoridades locales de agua y alcantarillado para formar la Junta de Aguas de Geelong y Distrito, y nuevamente se reestructuró para formar la Autoridad de Aguas de la Región de Barwon en 1994 (operando como Barwon Water).

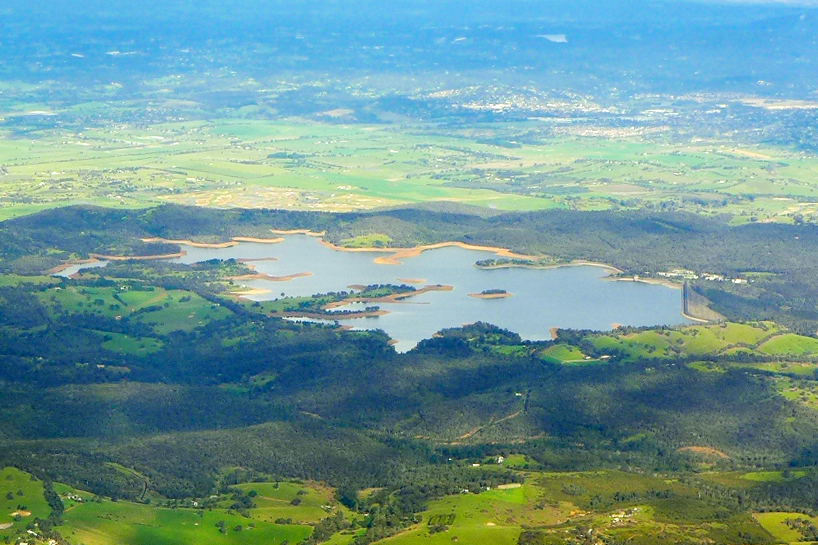
Embalse de Sugarloaf

Victoria ha emprendido varios proyectos de construcción importantes para vincular los suministros de agua estatales y establecer un mercado de agua en todo el estado, en preparación para la privatización del agua de Victoria (que está en suspenso). Las obras incluyeron la planta desalinizadora de Wonthaggi, construida en la costa de South Gippsland en Wonthaggi, que se anunció en junio de 2007, en el apogeo de la devastadora sequía del milenio, cuando los niveles de almacenamiento de agua de Melbourne estaban en el 28.4%, una caída de más del 20% con respecto al año anterior. 
Los legisladores y burócratas se enfrentaron de repente a la aterradora perspectiva de que la ciudad se quedara sin agua. El coste de la planta se estimó en más de 3 mil millones de dólares. La planta se completó en diciembre de 2012. Debido al coste de producir agua, se pretende que sea una fuente de agua de respaldo. La conveniencia del proyecto ha sido cuestionada por tres informes de la Comisión de Productividad y la Comisión Nacional del Agua, basándose en el mayor coste de producción de la planta. Los costes continuos de mantener la planta en reserva son de 608 millones de dólares al año.
También se han construido varios oleoductos en un esfuerzo por vincular los sistemas regionales para facilitar el comercio de agua. Por ejemplo, el Gasoducto Norte-Sur se completó en febrero de 2010 para transportar agua del río Goulburn al embalse de Sugarloaf de Melbourne en momentos de necesidad, y un oleoducto interconector que conecta la región de Geelong-Ballarat.

## Deporte

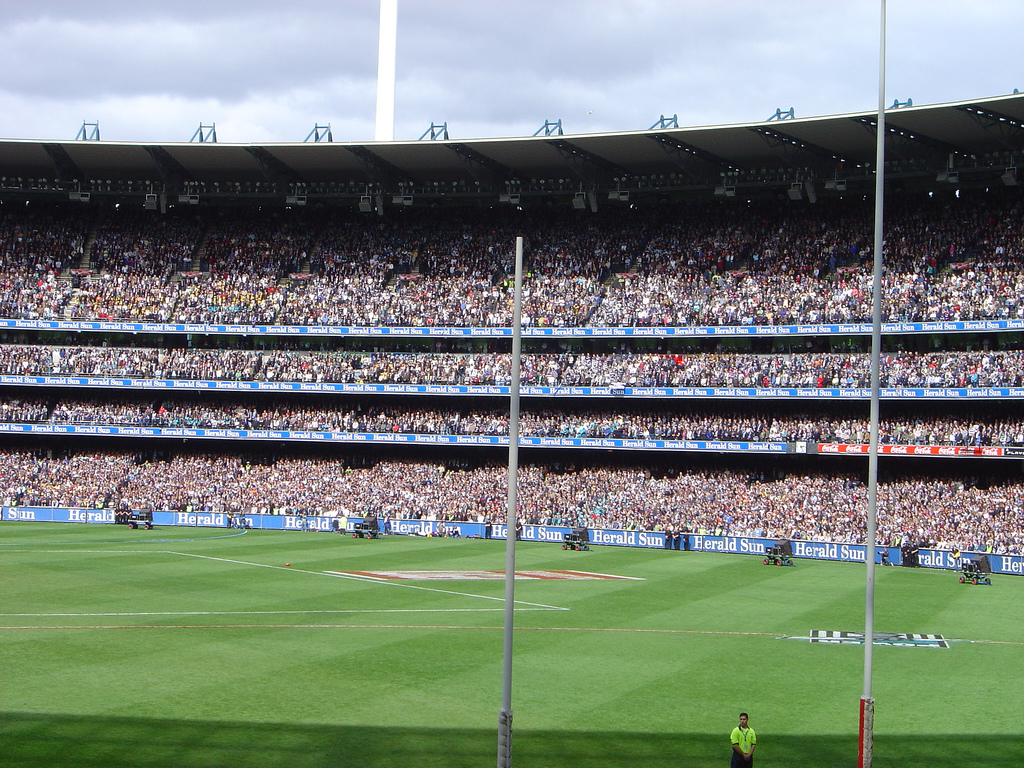
Imagen del Melbourne Cricket Ground, durante la final de la AFL de 2007

Victoria es el lugar donde se fundó el Fútbol australiano, además de que de este estado vienen 10 de los 18 equipos de la Australian Football League. Además, la final de este torneo se juega en el Melbourne Cricket Ground, en la ciudad de Melbourne.
Victoria también cuenta con dos equipos de rugby, Melbourne Storm de la National Rugby League y Melbourne Rebels del Super Rugby, y dos equipos de fútbol, el Melbourne Victory y el Melbourne Heart de la A-League.
La ciudad de Melbourne fue sede de los Juegos Olímpicos de 1956, además de los Juegos de la Mancomunidad de 2006. En la ciudad también se lleva a cabo anualmente el Abierto de Australia, uno de los eventos más importantes del tenis mundial.
El Gran Premio de Australia de Fórmula 1 se realiza desde 1996 en el Circuito de Albert Park en Melbourne. En el Circuito de Phillip Island se lleva a cabo el Gran Premio de Australia de Motociclismo. Los autódromos de Sandown, Calder Park y Winton también han albergado carreras de V8 Supercars, Tasman Series y el Campeonato Europeo de Turismos.
El fútbol en el estado australiano de Victoria está organizado por Football Victoria (FV). FV es miembro de la Federación Nacional de Fútbol de Australia (Football Australia).
Muchos clubes representaron a Victoria en la extinta Liga Nacional de Fútbol (NSL), tres de los cuales, South Melbourne FC, Melbourne Knights y Brunswick Juventus, se alzaron campeones. Junto con South Melbourne, Heidelberg United, Footscray JUST y Mooroolbark United fueron clubes fundadores de la NSL. En diversas ocasiones, los siguientes equipos victorianos también compitieron en la NSL: Preston Lions FC; Carlton SC; Gippsland Falcons (también conocido como Eastern Pride); Collingwood Warriors; Sunshine George Cross; y Green Gully.

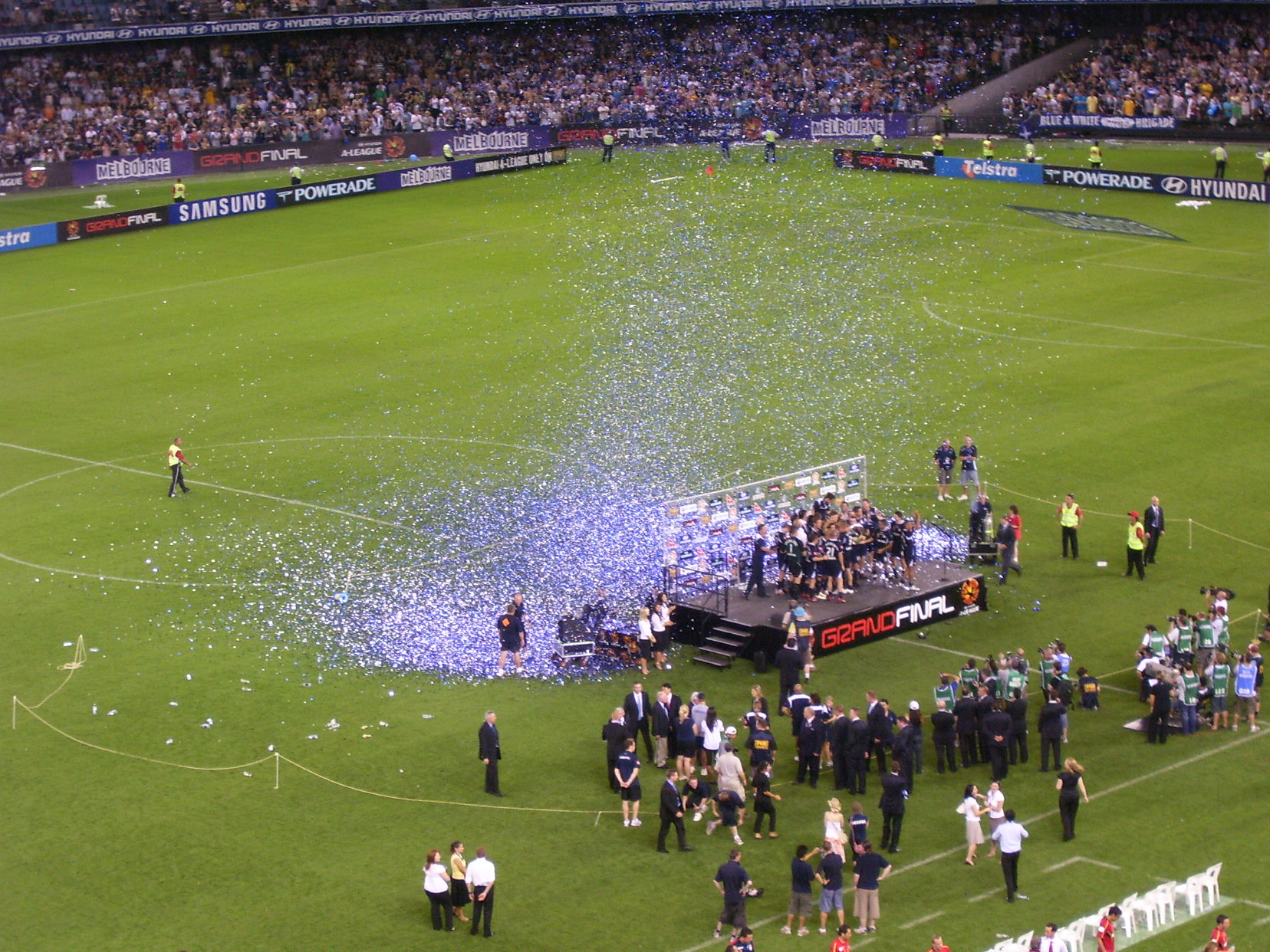
El Melbourne Victory celebra su victoria en la Gran Final de la A-League de 2007 en el estadio Docklands

Victoria está actualmente representada en la A-League Masculina de primera división por Melbourne Victory, Melbourne City y Western United. Victory y City también tienen equipos asociados en la A-League Femenina y la A-League Juvenil.
La liga estatal de mayor jerarquía es la Liga Premier Nacional de Victoria, que forma parte de las Ligas Premier Nacionales. El ganador de esta última participa en una serie de playoffs nacionales contra los ganadores de otras divisiones de la NPL. Las ligas inferiores son la Liga Premier Nacional de Victoria 2 y la Liga Premier Nacional de Victoria 3. Por debajo, las Ligas Estatales 1 y 2 se dividen en las divisiones Norte/Oeste y Sur/Este. A continuación, se encuentran tres divisiones de las Ligas Provisionales, también divididas en las divisiones Norte/Oeste y Sur/Este. Los clubes participantes se encuentran casi en su totalidad en el área metropolitana de Melbourne; sin embargo, existen ligas regionales independientes organizadas por asociaciones filiales de la FFV, como la Asociación Regional de Fútbol de Geelong, la Asociación de Fútbol de Ballarat y Distrito y la Liga de Fútbol de Gippsland.
La Copa Dockerty, una competición eliminatoria para clubes victorianos, se celebró anualmente desde 1909 hasta 1996, con la excepción de los años 1916-1918 debido a la Primera Guerra Mundial. Desde entonces, ha estado en receso, salvo en la temporada 2004.
La idea de una Copa Victoriana se retomó en 2011 con la Copa Mirabella, que debía incluir a todos los clubes victorianos, desde la A-League hasta las ligas regionales. Sin embargo, la FFA posteriormente retiró a Melbourne Victory y Melbourne Heart de la competición. En 2012 y 2013, la competición se conoció como Copa Eliminatoria Estatal de la FFV. En 2014, la competición volvió al título tradicional de la Copa Dockerty. Desde 2014, la Copa Dockerty se ha utilizado para clasificar a los clubes victorianos, con la excepción de los clubes de la A-League, que ya se clasifican automáticamente, para la Copa Nacional de la FFA.

## Criminalidad
La actividad delictiva en Victoria, Australia, es combatida por la Policía de Victoria y el sistema judicial victoriano, mientras que las estadísticas sobre el crimen son gestionadas por la Agencia de Estadísticas del Crimen. Los estados y ciudades australianos modernos, incluida Victoria, tienen algunas de las tasas de criminalidad más bajas registradas a nivel mundial, con Australia clasificada como la 13.ª nación más segura y Melbourne como la 5.ª ciudad más segura a nivel global.
Hasta septiembre de 2018, el Distrito Central de Negocios (CBD) de Melbourne tenía la tasa más alta de incidentes delictivos generales en el estado (15.949,9), seguido por Latrobe (12.896,1) y Yarra (11.119,2). Las áreas rurales tienen tasas de criminalidad comparativamente altas, con ciudades como Mildura (9.222,0) y Greater Shepparton (9.111,8) que presentan algunas de las tasas de criminalidad más elevadas del estado.
Victoria ha tenido una tasa de criminalidad relativamente baja a lo largo de su historia, particularmente en relación con la tasa de homicidios, que ha sido y sigue siendo notablemente inferior a la de naciones comparables. Durante el período colonial (1851-1901), la embriaguez fue el delito más reportado, y en 1907, alrededor del 40% de todas las condenas a nivel nacional fueron por embriaguez. El fraude también era común en la colonia victoriana debido a la escasez de moneda y al uso frecuente de pagarés. Los datos y los informes sobre el crimen en Victoria antes de la Federación Australiana generalmente se consideran poco fiables o inconsistentes, con la excepción de las tasas de homicidio.
Las estadísticas publicadas por la Agencia de Estadísticas del Crimen en septiembre de 2018 mostraron una reducción del 7,8% en la tasa general de criminalidad. Las cifras indicaron que la tasa de incidentes delictivos descendió a 5.922 casos por cada 100.000 personas el año anterior. Esto continuó una tendencia a la baja en el número total de incidentes delictivos con respecto al año anterior, con caídas significativas en robos, allanamientos y tráfico de droga
En el año que finalizó en septiembre de 2020, las estadísticas se vieron afectadas por la introducción de seis nuevas infracciones de seguridad pública relacionadas con la pandemia de COVID-19 en Australia. El número total de delitos ascendió a 551 710, de los cuales 32 713 fueron incumplimientos de las directrices del director general de Salud. La tasa total de delitos fue de 8227 por cada 100 000 personas, lo que representa un aumento del 4,4 % con respecto al año anterior. Aunque ha habido algunas disminuciones intermitentes, la tasa de delitos registrados ha aumentado año tras año desde 2011, cuando la cifra era de 6.937,7 delitos por cada 100.000 personas.